# 日経スペシャル カンブリア宮殿
『日経スペシャル カンブリア宮殿 〜村上龍の経済トークライブ〜』（にっけいスペシャル カンブリアきゅうでん むらかみりゅうのけいざいトークライブ）は、テレビ東京系列局などの地上波テレビ局、日経CNBCで放送されているトーク・情報・ドキュメンタリー番組。通称「カンブリア宮殿」。
日本経済新聞社の冠スポンサー番組、村上龍の冠番組。2010年5月31日放送分で放送回数が200回、2012年6月28日で300回、2014年7月31日で400回、2020年9月10日で700回 になる。

## 概要
主要協賛スポンサーで番組制作に関与する日本経済新聞が、『中外物価新報』として創刊してから130周年を迎えた2006年に、記念企画及び『ガイアの夜明け』に続く『日経スペシャル』第2弾として放送を開始した。
日本経済を支える経営者、著名人、政・財界人から基本として1名をゲストに迎えたうえで、「メインインタビュアー」の村上龍・「サブインタビュアー」の小池栄子との対談に、ゲスト自身やゲストが率いる企業・団体の活動を取材したVTRを交えて放送。対談パートに続いて、村上による「編集後記」（ゲスト自身やゲストが率いる企業・団体への私見を対談の収録後に綴ったコラム）の全文（字幕で表示）と直筆のキーフレーズを映し出してから、次回の予告映像を流す。
対談パートでは、「ミクロの決死件」（視聴者から寄せられた仕事やお金などの悩みにゲストが回答する企画）や、ゲストが若手の経営者へ直々にアドバイスを送る企画を不定期で組み込むことがある。ゲストも日本人とは限らず、外国籍の経営者や、日本以外の国に本社を置く多国籍企業の経営者を随時招いている。また、番組の初期には対談パートの収録に観客（ゲストが経営する企業の同業者や若手の会社員など）を入れていたが、途中から非公開の収録へ移行。ゲストがスタジオへ登場せず、他の場所からの中継（いわゆる「リモート方式」）で出演することもある。
テーマの由来
「カンブリア」とは、古生代の区分の1つ・カンブリア紀を指し、進化により突如一斉に多種多様な形態の生物が登場し、将来への模索が行われた「カンブリア爆発」の起きた時期である。多様な経済人が誕生し、未来への道を模索する現代の日本を、未来への進化が爆発的に起こったカンブリア紀になぞらえており、番組のキャラクターにも、この時期のバージェス動物群の1つ・アノマロカリスが使われている。
ナレーター
放送初期はVTRナレーターにピエール瀧を起用、提供クレジットも開始当初はピエール瀧が担当していた。2006年10月より、それまでダイジェスト部分のみを担当していた俳優・高川裕也に交代。
クラブ・アノマロ
クラブ・アノマロは、番組の公式ファンクラブに当たるもので、番組の収録を会員限定でインターネット配信している。専用サイトは、2006年9月頃まで収録配信のみだったが、後に壁紙や「Eiko's Eye」などのコーナーが追加された。
その他
2009年7月13日から2010年9月20日まで、『ガイアの夜明け』、『ルビコンの決断』 との共同企画による連動データ放送を実施していた。

### 番組改編
2010年秋改編
兄弟番組として2009年に開始した『ルビコンの決断』は、データ放送とともに1年半で終了した。2010年10月期の改編で『木曜洋画劇場』を後継した『水曜シアター9』も終了し、月曜と水曜のプライムタイム帯の大幅刷新などが発表された。
月曜22時台はドラマ枠に変更され、それに伴って同年10月14日から『ルビコンの決断』跡の木曜22時台に移動し、放送時間も6分拡大・前倒しした21:54からとなった。ただし、21:54 - 22:00枠は、『ルビコンの決断』時代と同様に本編とは別番組扱いとなる事前枠「みどころ」を放送し、特別番組等により、通常20:54からのミニ番組の繰り下げ・振替放送がなされる場合には休止し、22:00からの本編のみの放送となる。移動後最初の放送がこれに該当したため、「みどころ」枠は翌週の2010年10月21日から実施。BSジャパンについては同年10月20日より水曜21時枠に移動した。
改編後は、テレビ東京系列で本放送後に、番組公式サイトとテレビドガッチで未放送部分を含むスタジオトークを「カンブリア宮殿 特別版」として動画を配信している。
2011年春改編
2011年4月7日からの21:54 - 22:00枠には、『宇宙ニュース』（ミニ番組）が新設されたため、22:00からの本編のみの放送に変更した。
2015年春改編
2015年4月2日からは21:54 - 22:00の各局別ミニ番組がテレビ東京系列全局で本番組のみどころ枠に充当される（本編とは別番組扱い）。
2015年秋改編
2015年10月1日からは21:54の各局別ミニ番組が復活したため、みどころ枠を一旦終了し、半年ぶりに22:00開始に戻る。
2016年秋改編
2016年10月6日より21:54の各局別ミニ番組を廃止、みどころ枠が1年振りに再開する（本編とは別番組扱い）。
2017年夏改編
2017年7月6日より21:54の各局別ミニ番組が復活したため、みどころ枠を廃止し、9か月ぶりに22:00開始に戻る。
2020年秋改編
2020年10月7日より21:54の各局別ミニ番組を廃止、みどころ枠を3年3ヶ月ぶりに再開する。
2021年春改編
『ワールドビジネスサテライト』月 - 木曜分の放送枠を23時台から22時台へ繰り上げた ことに伴って、4月1日放送分から当番組の放送開始時間を23:06に変更（改編前から66分繰り下げ）。編成上の放送時間を23:06 - 23:55（改編前から5分短い49分間）に設定したが、実際には本編・次回予告・本編の放送済み動画を配信するサービスの案内に続いて「アイデアの扉」（当日の本編で取り上げなかった企業から1社に焦点を当てた3分間のインフォマーシャル枠） を新たに組み込んだため、本編はCMを含めて43分程度に収められている。

## 出演者
スタジオ
テレビ東京は、本番組のスタジオキャスターを「インタビュアー」としている。
- 村上龍（「メインインタビュアー」扱い）
- 小池栄子（「サブインタビュアー」扱い）

ナレーター
- ピエール瀧：番組開始 - 2006年10月まで
- 高川裕也 ：番組開始（ダイジェストのみ） - 現在（メインVTR）

ミクロの決死件
- ナレーター：大江麻理子（テレビ東京アナウンサー）
- イラスト：五月女ケイ子
- 作画：宮本明彦

カンブリアガール
- 羽里早紀子

## 放送リスト
※役職・職業は放送当時による

### 2006年 - 2010年
| 4月17日  | トヨタ26万人の人事戦略                                                                             | トヨタ自動車副会長                                           | 張富士夫                   |
| 4月24日  | 少年よ 感性を磨け                                                                                  | 岡野工業代表社員                                             | 岡野雅行                   |
| 5月1日   | 赤字の町が倒産する〜加速する地方格差〜                                                             | 慶應義塾大学教授・元総務大臣                                 | 竹中平蔵                   |
| 5月8日   | 次世代ネットビジネスの主役たち                                                                     | ミクシィ社長 はてな社長                                      | 笠原健治 近藤淳也          |
| 5月15日  | 金融界のカリスマ・ミスター豪腕が語る 『ビジネスマンよ! 大志を抱け』                                | SBIホールディングスCEO                                       | 北尾吉孝                   |
| 5月22日  | 夢を実現するための行動力                                                                           | ワタミ社長                                                   | 渡邉美樹                   |
| 5月29日  | カリスマヘッドハンターに聞く、 『ニッポン企業のリーダー像』とは？                                  | 縄文アソシエイツ代表取締役                                   | 古田英明                   |
| 6月5日   | 企業を変える、会社員への"生活指導"                                                                 | 元体育教師                                                   | 原田隆史                   |
| 6月12日  | 美と日本経済                                                                                       | 資生堂名誉会長                                               | 福原義春                   |
| 6月19日  | 総理に最も近い男に聞く、『ニッポンをどこに導くのか？』                                             | 内閣官房長官                                                 | 安倍晋三                   |
| 7月3日   | 女性がついていきたくなる“女”が語る経営術                                                           | ピーチ・ジョン社長                                           | 野口美佳                   |
| 7月10日  | 巨悪で語る、ニッポンー地検特捜部の標的とその時代                                                   | 前東京地方検察庁検事長 元東京地方検察庁特捜部長              | 松尾邦弘 熊崎勝彦          |
| 7月24日  | 建築界のカリスマ安藤忠雄のTOKYO改造計画とは？                                                      | 建築家                                                       | 安藤忠雄                   |
| 7月31日  | 小沢一郎が語る、"新・日本改造計画"とは                                                             | 民主党代表                                                   | 小沢一郎                   |
| 8月7日   | 伝説のディーラー・フジマキが説く"ニッポンのお金"の行方？                                           | フジマキ・ジャパン代表取締役                                 | 藤巻健史                   |
| 8月14日  | あくなき挑戦と突破力 〜壁を破る快感〜                                                              | エイチ・アイ・エス会長                                       | 澤田秀雄                   |
| 8月21日  | ライブドアとは何だったのか？                                                                       | ライブドアホールディングス代表取締役                         | 平松庚三                   |
| 8月28日  | ムダで儲ける経営術〜社員の能力を最大限引き出す法〜                                                 | 樹研工業社長                                                 | 松浦元男                   |
| 9月4日   | 国境を越えるスポーツ界 最強の男が語る“いま、ニッポン人に必要なモノ”                                | 第68代横綱                                                   | 朝青龍                     |
| 9月11日  | 世界が日本を待っている！〜団塊世代と国際貢献〜                                                     | 元国連難民高等弁務官                                         | 緒方貞子                   |
| 9月18日  | ニッポンの次なるリーダーに聞く！ 〜あなたが総理になったら、 私たちの暮らしは、どう変わりますか？〜 |                                                              | 安倍晋三 麻生太郎 谷垣禎一 |
| 9月25日  | ヒットの法則 物語で客の心をつかめ                                                                  | 男前豆腐店社長                                               | 伊藤信吾                   |
| 10月2日  | 公共事業入札改革の行方                                                                             | 自民党参議院議員 希望社社長 第一測量設計コンサルティング社長 | 脇雅史 桑原耕司 近藤恒雄   |
| 10月9日  | 目覚めよ! ニッポンの営業マン                                                                       | ソフトブレーン創業者                                         | 宋文洲                     |
| 10月16日 | 社員ひとりひとりが主役 〜1兆円企業を創り上げた稲盛流経営術                                         | 京セラ名誉会長                                               | 稲盛和夫                   |
| 10月23日 | 成功の鍵は“ツキ”を導く行動にあり                                                                   | ヨシダグループ会長                                           | 吉田潤喜                   |
| 10月30日 | テレビ通販の話術師                                                                                 | ジャパネットたかた代表取締役                                 | 髙田明                     |
| 11月6日  | 『もったいない』で、日本は変わるか！？                                                             | 滋賀県知事                                                   | 嘉田由紀子                 |
| 11月13日 | セレブを魅了! 世界ブランドを作る男                                                                 | サマンサタバサ ジャパンリミテッド社長                        | 寺田和正                   |
| 11月20日 | 再生請負人が語る企業の赤信号 〜あなたの会社は大丈夫か？〜                                          | 産業再生機構専務兼COO                                        | 冨山和彦 秋池玲子 堀越康夫 |
| 11月27日 | あくなき技術への挑戦！！〜ホンダのモノ作りに迫る〜                                                 | 本田技研工業社長                                             | 福井威夫                   |
| 12月4日  | 仕事の達人たちの手帳術 手帳でビジネスに勝て!                                                       | 早稲田大学大学院教授 イー・ウーマン代表                      | 野口悠紀雄 佐々木かをり    |
| 12月11日 | 経験を生かして強みを伸ばせ！                                                                       | 日本マクドナルドホールディングス 会長兼社長兼CEO             | 原田泳幸                   |
| 12月18日 | ニッポンの医者よ、本当の医療を取り戻せ！                                                           | 諏訪中央病院名誉院長                                         | 鎌田實                     |

| 1月8日   | ヒーローは走り続ける                                                   | ニューヨーク・ヤンキース 横浜FC                 | 松井秀喜 三浦知良   |
| 1月15日  | 破壊と創造で伝統を守れ                                                 |                                                 | 中村勘三郎 (18代目) |
| 1月22日  | 間違いだらけのシニアビジネス                                           | ユーリーグ副会長                                | 片寄斗史子          |
| 1月29日  | ピンチをチャンスに変えて困難を乗り切れ！！                             | 全日本空輸代表取締役会長                        | 大橋洋治            |
| 2月5日   | 芸術とはビジネスだ！                                                   |                                                 | 村上隆              |
| 2月19日  | “情報”で、教育が変わる                                                 | ベネッセコーポレーション社長                    | 森本昌義            |
| 2月26日  | 漫画をビジネスに変えた男！                                             | 漫画家                                          | さいとう・たかを    |
| 3月5日   | 改良で勝ち続ける〜花王が語る清潔と日本経済〜                           | 花王取締役会会長                                | 後藤卓也            |
| 3月12日  | おもしろくなければ会社じゃない                                         | 堀場製作所最高顧問                              | 堀場雅夫            |
| 3月19日  | あなたは給料に満足していますか？〜沈黙する労働者たち〜                 | 連合会長                                        | 髙木剛              |
| 3月26日  | あなたは給料に満足していますか？中小企業編                             | 三鷹光器会長                                    | 中村義一            |
| 3月26日  | 歴代ゲスト 心に響く金言集                                              |                                                 |                     |
| 4月2日   | 出井伸之が語る、電機産業の"悩み"と"未来"                               | ソニー最高顧問                                  | 出井伸之            |
| 4月9日   | 真のNo.1企業とは？                                                     | キリンビール社長                                | 加藤壹康            |
| 4月16日  | 面接テク教えます〜会社と学生の正しい選び方〜                           | 立教大学コオプコーディネーター アイジャスト社長 | 小島貴子 辻太一朗   |
| 4月23日  | 失敗のススメ                                                           | 日本レストランシステム会長                      | 大林豁史            |
| 4月30日  | 社員の個性で売りまくれ！                                               | ジュンク堂社長                                  | 工藤恭孝            |
| 5月7日   | トイレと日本経済〜世界の人達の生活を変えろ〜                           | 東陶機器                                        | 木瀬照雄            |
| 5月14日  | 日本のタクシーを変えろ！                                               | 日本交通社長                                    | 川鍋一朗            |
| 5月21日  | あきらめるのはまだ早い〜成功のカギはすぐそばに！〜                     | ファンケル名誉会長                              | 池森賢二            |
| 5月28日  | あなたの会社を守れ！ 〜トップ弁護士が教える株主総会対策〜              | 日比谷パーク法律事務所代表                      | 久保利英明          |
| 6月4日   | 消費者のココロを掴め！ 〜世にない商品・売れる名前の発想法〜            | 小林製薬代表取締役社長                          | 小林豊              |
| 6月11日  | 他社の力を使え！〜格安薄型テレビの魔術師〜                             | バイ・デザイン社長                              | 飯塚克美            |
| 6月18日  | 日本の香りで世界を癒せ！                                               | 日本香堂会長                                    | 小仲正久            |
| 7月2日   | 2007最新ハケン事情！〜企業を支える女たち〜                             | テンプスタッフ社長                              | 篠原欣子            |
| 7月9日   | 世界で成功したキャラクタービジネスの秘密 〜ポケモンビジネス進化論〜    | ポケモン社長                                    | 石原恒和            |
| 7月16日  | 世界トップを目指せ！東京大学が、動く                                   | 東京大学総長                                    | 小宮山宏            |
| 7月23日  | 安さと品質は両立する！                                                 | くらコーポレーション（現・くら寿司）社長        | 田中邦彦            |
| 7月30日  | よその社長はいいこと言うなぁスペシャル〜社長の金言大賞〜               |                                                 |                     |
| 8月6日   | 健康なたまごをつくれ！                                                 | イセグループ会長                                | 伊勢彦信            |
| 8月13日  | 付加価値で儲けろ！〜高収益を生む営業 教えます〜                        | キーエンス社長                                  | 佐々木道夫          |
| 8月20日  | 世界の築地は、永遠に不滅だ！                                           | 築地魚市場社長                                  | 鈴木敬一            |
| 9月3日   | 大再編時代、統合で会社を伸ばせ                                         | バンダイナムコホールディングス社長              | 高須武男            |
| 9月10日  | “検索”が、世界を変える                                                 | Google米本社副社長兼日本法人社長                | 村上憲郎            |
| 9月17日  | コンビニ業界2位からの反撃 〜地方フランチャイズを再生させろ！〜         | ローソン社長兼CEO                               | 新浪剛史            |
| 10月1日  | 1000億円失った男が 「地価高騰！再びバブルなのか？!」その真相を激白     | ツカサグループ代表                              | 川又三智彦          |
| 10月8日  | 知られざる巨大小売り事業者『生協』                                     | 日本生活協同組合連合会会長                      | 山下俊史            |
| 10月15日 | ピンチをチャンスに変えろ                                               | 吉野家ホールディングス社長                      | 安部修仁            |
| 10月22日 | 改めて考える年金問題                                                   | 厚生労働大臣                                    | 舛添要一            |
| 11月5日  | これが10年後の東京だ！                                                 | 森ビル社長                                      | 森稔                |
| 11月12日 | デフレは永遠に続く！ニトリが“安売り”にこだわる理由                     | ニトリ社長                                      | 似鳥昭雄            |
| 11月19日 | 日本のコーヒー王が吠える！安さを超えた価値を売れ                       | ドトールコーヒー名誉会長                        | 鳥羽博道            |
| 11月26日 | 信念の米作り〜日本一うまい米を作る男                                   | 上和田有機米生産者組合                          | 遠藤五一            |
| 12月3日  | 社長の金言ザクザクスペシャル                                           |                                                 |                     |
| 12月10日 | 仕事は人生最大の遊びだ                                                 | 楽天代表取締役会長兼社長                        | 三木谷浩史          |
| 12月17日 | "ひげの隊長"が今だから語れる、自衛隊の真実                             | 自民党参議院議員 元陸上自衛官                   | 佐藤正久            |
| 12月24日 | 仕事快適! 理想の工場へいらっしゃい 〜創業450年、最先端を走る職人集団〜 | 鍋屋バイテック社長                              | 岡本太一            |

| 1月7日   | 勝てる組織の作り方！                                                                  | 東北楽天ゴールデンイーグルス監督                                                               | 野村克也                             |
| 1月14日  | どげんかせんといかん！宮崎から日本を変える男の365日                                   | 宮崎県知事                                                                                     | 東国原英夫                           |
| 1月21日  | デパ地下のサラダ王が語る〜こだわり抜いて客を呼べ！                                    | ロック・フィールド社長                                                                         | 岩田弘三                             |
| 1月28日  | 繁盛店は、こうつくれ！                                                                | 際コーポレーション代表取締役                                                                   | 中島武                               |
| 2月4日   | 世界に羽ばたく日本のモノづくり 〜どん底からのダントツ経営改革に学べ！                 | コマツ会長                                                                                     | 坂根正弘                             |
| 2月11日  | ゴミの山は、宝の山だ！ 〜リサイクルショップに見る、大量消費社会の現実〜               | 生活創庫社長                                                                                   | 堀之内九一郎                         |
| 2月18日  | 客を満足させるサービスとは？                                                          | ザ・ウィンザー・ホテルズ インターナショナル代表取締役社長                                      | 窪山哲雄                             |
| 3月3日   | ニッポンの人と技術を育てろ！                                                          | 伊藤忠商事会長                                                                                 | 丹羽宇一郎                           |
| 3月10日  | 名門企業を復活させろ！〜カネボウ化粧品の反撃〜                                        | カネボウ化粧品社長                                                                             | 知識賢治                             |
| 3月24日  | 1.5時間スペシャル "売り"の極意教えます〜2008年 凄腕営業マン列伝〜                     |                                                                                                |                                      |
| 3月31日  | 世界のハングリーと闘え！ 〜即席麺の王者に学ぶ ロングセラーの作り方                    | 日清食品社長                                                                                   | 安藤宏基                             |
| 4月7日   | 強いリーダーとは？ "カミナリ親父"星野仙一が吠える！                                   | 北京オリンピック野球日本代表監督                                                               | 星野仙一                             |
| 4月14日  | 企業は"人"なり〜組織を強くする、社員の育て方とは〜                                    | アルプス技研創業者                                                                             | 松井利夫                             |
| 4月21日  | よその社長はいいこと言うなぁスペシャル 〜第2回社長の金言大賞〜                        |                                                                                                |                                      |
| 4月28日  | 若手のやる気の引き出し方教えます！ 〜伝説のカリスマ社長兄弟                           | リンクアンドモチベーション社長 オンテックス会長                                                | 小笹芳央 小笹公也                    |
| 5月5日   | メイド・イン・ジャパンで食糧危機に立ち向かえ！                                        | 株式会社大地を守る会社長                                                                       | 藤田和芳                             |
| 5月12日  | 医療シリーズ第一弾 崩壊する“救急医療”〜カリスマ病院が語る救急医療改革〜               | 聖隷浜松病院院長                                                                               | 堺常雄                               |
| 5月19日  | 日本酒を、飲んで、酔って、売りまくれ！                                                | 長谷川酒店社長                                                                                 | 長谷川浩一                           |
| 5月26日  | 社員が変わる！ 会社が伸びる！ 〜永守流 正しいM&A〜                                    | 日本電産代表取締役社長                                                                         | 永守重信                             |
| 6月2日   | 再建のプロがわが社にやってきた！ 〜永守流 利益の出し方教えます〜                      | 日本電産代表取締役社長                                                                         | 永守重信                             |
| 6月9日   | サービスを売るな！ 時間を売れ！                                                       | ダスキン代表取締役社長                                                                         | 伊東英幸                             |
| 6月23日  | フェラーリをデザインした男が語る「日本のモノづくり」                                  | Ken Okuyama Design代表                                                                         | 奥山清行                             |
| 6月30日  | 部下を必ずやる気にさせる"人材育成術"教えます                                          | 千房社長                                                                                       | 中井政嗣                             |
| 7月7日   | 洞爺湖サミット緊急企画「地球の"叫び"を聴け！」                                        | アルピニスト                                                                                   | 野口健                               |
| 7月14日  | "非常識"の発想で儲けろ                                                                | ガリバーインターナショナル会長                                                                 | 羽鳥兼市                             |
| 7月21日  | 世界を救う社会起業家たち！                                                            | フェアトレードカンパニー社長 NPO法人かものはしプロジェクト共同代表 NPO法人フローレンス代表理事 | サフィア・ミニー 村田早耶香 駒崎弘樹 |
| 7月28日  | 後期高齢者は"好期"高齢者だ！                                                          | いろどり代表取締役                                                                             | 横石知二                             |
| 8月4日   | 異端の激安王が吠える！ 〜素人だからこそ勝てる！ビジネス成功術〜                       | キョウデングループ会長                                                                         | 橋本浩                               |
| 8月11日  | オンリーワンの技術で人を幸せにする！ 〜過疎の町から世界中に発信                       | 中村ブレイス株式会社社長                                                                       | 中村俊郎                             |
| 8月18日  | あなたの町から医者が消える！〜崩壊する地域医療〜                                      | 公立八鹿病院名誉院長                                                                           | 谷尚                                 |
| 8月25日  | レアメタル争奪戦 資源を確保せよ！ "宝の山"を掘り当てる山師                            | アドバンストマテリアルジャパン社長                                                             | 中村繁夫                             |
| 9月1日   | 社長の失敗スペシャル うちの社長も青かった・・・                                       |                                                                                                |                                      |
| 9月8日   | 子どもが"働くことを学ぶ"大切さ                                                        | キッズシティージャパン社長                                                                     | 住谷栄之資                           |
| 9月15日  | 建築業界にメスを入れる風雲児登場！ 〜これからは"高学歴大工"を育てろ〜                 | 平成建設代表取締役社長                                                                         | 秋元久雄                             |
| 9月22日  | 1.5時間スペシャル「売れない時代の流通の王者たち」                                     | マキオ社長 ハッピーロード大山商店街常任理事 NPO法人AMP                                         | 牧尾英二 小原貢久 齋藤一成           |
| 9月29日  | 家電量販No.1！ ヤマダ電機強さの秘密                                                   | ヤマダ電機社長                                                                                 | 山田昇                               |
| 10月6日  | ヤマダ電機に見る、ニッポン流通の未来図                                                | ヤマダ電機社長                                                                                 | 山田昇                               |
| 10月20日 | 日本のコメは大丈夫か！？〜あの"ヤミ米商人"が農業を斬る〜                              | 川崎商店社長                                                                                   | 川崎磯信                             |
| 10月27日 | "安全"を開発せよ！ 〜ナニワの発明王が吼える！ 日本のものづくりは死なない〜            | ハードロック工業代表取締役社長                                                                 | 若林克彦                             |
| 11月3日  | 障害者に働く喜びを                                                                    | 日本理化学工業会長                                                                             | 大山泰弘                             |
| 11月10日 | 村上龍×金融危機スペシャル企画 今、日本は何をすべきか？                                | 野村ホールディングス社長 SBIホールディングスCEO 慶應義塾大学教授 日本電産社長                  | 渡部賢一 北尾吉孝 竹中平蔵 永守重信  |
| 11月17日 | 新しい旅を切り開け！巨人JTBの挑戦                                                     | ジェイティービー代表取締役社長                                                                 | 田川博己                             |
| 11月24日 | やる気のスイッチを入れる極意！教えます                                                | 品川女子学院校長                                                                               | 漆紫穂子                             |
| 12月1日  | ビビッときちゃった！ 社長の発明スペシャル！                                           |                                                                                                |                                      |
| 12月8日  | 『体・技・心』で戦い続けろ！                                                          | プロゴルファー                                                                                 | 青木功                               |
| 12月15日 | 一勝九敗で、勝て！ 〜失敗を勝利に変える、 ユニクロ式"勝利"の方程式〜                  | ファーストリテイリング会長兼社長                                                               | 柳井正                               |
| 12月22日 | 柳井正今夜も登場！ 世界一を目指せ！ ユニクロの新戦略                                  | ファーストリテイリング会長兼社長                                                               | 柳井正                               |
| 12月29日 | 地域密着で大都市のビッグククラブに立ち向かえ！ 〜キャリア官僚を捨てた名物社長の挑戦〜 | 大分フットボールクラブ社長                                                                     | 溝畑宏                               |

| 1月5日   | ゴーン神話は終わらない〜日産自動車 次世代への挑戦〜                                 | 日産自動車社長                                     | カルロス・ゴーン     |
| 1月12日  | 若者よ 農家をめざせ                                                                 | トップリバー社長                                   | 嶋崎秀樹             |
| 1月19日  | 志位和夫が語る"ルールある資本主義"とは                                              | 日本共産党委員長                                   | 志位和夫             |
| 1月26日  | 現場に、炎を起こせ！〜不況に克つ繁盛術〜                                            | 王将フードサービス社長                             | 大東隆行             |
| 2月2日   | マグロを作れ！これが新時代の水産業だ！                                              | 近畿大学教授 近代水産研究所前所長                  | 熊井英水             |
| 2月9日   | ロボットで世界一を目指せ！ 〜"ロボット社長が"語る若手社員の育て方〜                 | 安川電機社長                                       | 利島康司             |
| 2月16日  | 失敗集団に学べ！大倒産時代を生き抜く極意とは…？                                     | 八起会会長                                         | 野口誠一             |
| 2月23日  | 不況下の最強企業！ トップシェア商品を連発する脅威の"ノルマ主義"を大解剖！           | ユニ・チャーム社長                                 | 高原豪久             |
| 3月2日   | 黒字を搾り出せ！ 〜79歳が明かす"戦時"の経営術〜                                     | スズキ会長兼社長                                   | 鈴木修               |
| 3月9日   | 絆スペシャル 社長を救った名参謀〜アイツがいたからオレがいる〜                       | 関西国際空港会社社長 元松下電器産業副社長          | 村山敦               |
| 3月16日  | 森に仕事はある！                                                                    | 速水林業代表                                       | 速水亨               |
| 3月23日  | ニッポン少年マンガ 過去の50年 未来の50年                                            | 講談社専務 小学館常務                              | 五十嵐隆夫 亀井修    |
| 4月6日   | 大ヒット車を作れ！ 〜カリスマ鈴木修の経営哲学〜                                     | スズキ会長兼社長                                   | 鈴木修               |
| 4月13日  | 店は舞台だ！〜ラーメン界のカリスマが明かす集客の極意〜                              | 力の源カンパニー代表取締役                         | 河原成美             |
| 4月20日  | 社員は宝だ！社員に任せる“おこぜ”流経営術                                            | 加賀電子会長                                       | 塚本勲               |
| 4月27日  | 不況でも"一流"を作れ！                                                              | ミキハウス社長                                     | 木村皓一             |
| 5月4日   | もう、売れ残りとは言わせない！〜アウトレット流 集客術を大公開〜                     | チェルシージャパン社長                             | 吉村俊秀             |
| 5月11日  | "脱・石油"資源小国ニッポンの未来                                                    | 出光興産社長                                       | 天坊昭彦             |
| 5月18日  | 今、日本のものづくりに必要なのは"喧嘩力"だ                                          | 工業デザイナー                                     | 川崎和男             |
| 5月25日  | 第一回 店を革新し続けろ！〜"流通の神様"ついに登場〜                                 | セブン&アイ・ホールディングス会長兼CEO             | 鈴木敏文             |
| 6月1日   | 第二回 大不況時代…進化して生き抜け！ 〜客のニーズをつかむ極意〜                     | セブン&アイ・ホールディングス会長兼CEO             | 鈴木敏文             |
| 6月8日   | ニッポンの"教育"手伝います                                                          | トライグループ専務取締役                           | 森山真有             |
| 6月15日  | 売れる秘密は店員力にあり！                                                          | ABCマート社長                                      | 野口実               |
| 6月22日  | 第一回 管理職はもう要らない！？                                                     | メガネ21専務、創業者                               | 平本清               |
| 6月29日  | 第二回 日本一"社員想い"の会社が明かす、"管理職"はいらない！                         | メガネ21専務、創業者                               | 平本清               |
| 7月6日   | 日本で一番「ありがとう」を言われる葬儀社                                            | 株式会社ティア社長                                 | 冨安徳久             |
| 7月13日  | 15分拡大スペシャル 大切な"モノ"は何ですか？                                         | 新光時計店                                         | 松浦敬一             |
| 7月20日  | 今こそ "モーレツ"が勝つ！                                                           | 大和ハウス工業会長                                 | 樋口武男             |
| 7月27日  | 地方発！ 世界と闘う同族企業〜オンリーワンのススメ〜                                 | 林原グループ社長 林原グループ専務                  | 林原健 林原靖        |
| 8月3日   | "正直経営"が今、武器になる！                                                        | オーケー社長                                       | 飯田勧               |
| 8月10日  | 激安じゃなくても消費者はついてくる 〜高くても売れる野菜直売所が農家を救う〜         | 農業法人みずほ社長                                 | 長谷川久夫           |
| 8月17日  | 自分たちが欲しいものを、作って売れ！                                                | モンベル会長                                       | 辰野勇               |
| 8月24日  | 女だらけのめっき工場〜最先端技術を生み出す女性技術者集団〜                          | ヱビナ電化工業社長                                 | 海老名信緒           |
| 8月31日  | 流通革命が、農業を救う！                                                            | 平田牧場会長                                       | 新田嘉一             |
| 9月7日   | 熊本の"肝っ玉母ちゃん"全国を制す                                                    | 再春館製薬所会長                                   | 西川通子             |
| 9月14日  | 安さ美味さで客は来る！                                                              | サイゼリヤ会長                                     | 正垣泰彦             |
| 9月21日  | 荒波乗り越えスペシャル〜100年に1度の危機をチャンスに変えた男たち                    |                                                    |                      |
| 9月28日  | 熟年起業家が語る 真のモノづくり                                                     | ゼファー社長                                       | 伊藤瞭介             |
| 10月5日  | 消費者熱狂第3弾 巨大！テレビ通販市場大公開                                          | ジュピターショップチャンネル社長                   | 篠原淳史             |
| 10月12日 | 誰もしないことをやれ！好きなことをやれば一番伸びる！                                | モード学園学長                                     | 谷まさる             |
| 10月19日 | 安くても儲かる秘密はデータにあり！！ 〜独自に築き上げた"必ず儲かる仕組み"とは！？〜 | サンドラッグ社長                                   | 才津達郎             |
| 10月26日 | 新型インフルエンザ緊急企画〜危機管理能力が経済の勝敗を分ける〜                      |                                                    |                      |
| 11月2日  | 逆境を乗り越えるのは行動力だ！                                                      | 喜代村社長                                         | 木村清               |
| 11月9日  | 『安心・安全・快適』でビジネスに勝つ！                                              | セコム社長                                         | 原口兼正             |
| 11月16日 | 第一回 営業の鬼が語る「どん底でも売れる営業力とは」                                 | アサヒビール社長                                   | 荻田伍               |
| 11月23日 | 第二回 ドライを超えろ！ 常にメガヒットを狙え！                                      | アサヒビール社長                                   | 荻田伍               |
| 11月30日 | 食の情報問屋を目指せ                                                                | ぐるなび会長                                       | 滝久雄               |
| 12月7日  | 銀行の常識は世間の非常識だ！ 元鉄道マンが挑む銀行革命                               | りそなホールディングス会長                         | 細谷英二             |
| 12月14日 | これが激安の国を変える 次世代のモノづくりだ！                                       | メーカーズシャツ鎌倉会長                           | 貞末良雄             |
| 12月21日 | 「カンブリア宮殿2009」 激動消費×未来経営 消費者追従を超えて…デフレ国の未来とは？    | スズキ会長兼社長 オーケー社長 メガネ21専務・創業者 | 鈴木修 飯田勧 平本清 |

| 1月4日   | 村上龍×小沢一郎〜ニュースが伝えない小沢一郎〜                                   | 民主党幹事長                                                            | 小沢一郎                                                |
| 1月11日  | 大田区が誇る元気企業！玉子屋の人材育成術                                        | 玉子屋会長                                                              | 菅原勇継                                                |
| 1月18日  | 劇団の経営ビジネス                                                              | 劇団四季代表                                                            | 浅利慶太                                                |
| 1月25日  | 世界一しか目指さない！奇跡の成長を遂げた栃木の田舎企業                          | マニー会長                                                              | 松谷貫司                                                |
| 2月1日   | 旅館革命で世界に勝て！                                                          | 星野リゾート社長                                                        | 星野佳路                                                |
| 2月8日   | 世界で一つだけ…世界最大のホビーハウスの挑戦                                     | ユザワヤ会長                                                            | 畑中利元                                                |
| 2月15日  | さらば！売り上げ至上主義よ 〜不況でも儲ける、驚異のアイリスマネジメントの極意〜 | アイリスオーヤマ社長兼新商品開発責任者                                  | 大山健太郎                                              |
| 2月22日  | 日常生活に花を！豊かさを売って、客を呼べ！                                      | パーク・コーポレーション社長                                            | 井上英明                                                |
| 3月1日   | どんな環境変化でも絶対に潰さない！〜おもちゃ屋3代目 執念の経営〜                | タカラトミー代表取締役社長                                              | 富山幹太郎                                              |
| 3月8日   | 価格勝負の時代は終わった！ 〜商売人必見！安さ以上の価値を生むマル秘テクニック   | カクヤス代表取締役社長                                                  | 佐藤順一                                                |
| 3月22日  | ロングセラースペシャル                                                          | 亀田製菓社長 亀の子束子西尾商店社長                                     | 田中通泰 西尾松二郎                                     |
| 3月29日  | 今夜は「理想の人材」スペシャル！                                                | 国際教養大学学長                                                        | 中嶋嶺雄                                                |
| 4月5日   | “商売”は、夫婦に勝るものはない                                                  | 壱番屋創業者特別顧問 壱番屋会長                                         | 宗次徳二 宗次直美                                       |
| 4月12日  | 今夜は「理想の人材」スペシャル！ 第二弾                                         |                                                                         |                                                         |
| 4月19日  | 不可能を可能にせよ！〜幻のキノコを生む会社〜                                    | 雪国まいたけ社長                                                        | 大平喜信                                                |
| 4月26日  | 世の中いいことなんか起こらない！〜苦境に強いネガティブ経営術〜                  | エフピコ会長                                                            | 小松安弘                                                |
| 5月3日   | 日本製の誇りを売れ！命がけの超・現場主義                                        | 山梨日立建機社長                                                        | 雨宮清                                                  |
| 5月10日  | “親方”経営こそ最強！〜経常利益率40%の町工場〜                                   | エーワン精密創業者                                                      | 梅原勝彦                                                |
| 5月17日  | いま会社を強くするのは“人財”力だ 〜社員が仕事に熱狂する！外食チェーン登場       | 物語コーポレーション社長                                                | 小林佳雄                                                |
| 5月24日  | 食の流通を変える冷凍革命！〜細胞が生きたまま！ 夢の冷凍技術とは〜               | アビー社長                                                              | 大和田哲男                                              |
| 5月31日  | 200回スペシャル第1弾 次のリーダーたちに聞く！政治は変われるか？                 | 民主党行政刷新担当大臣 自由民主党幹事長代理 みんなの党代表              | 枝野幸男 河野太郎 渡辺喜美                              |
| 6月7日   | 200回スペシャル第2弾 日本は生き残れるか？                                       | 剣豪集団会長 バイドゥ取締役 サンアンドサンズアドバイザーズ社長 ITTR社長 | 鄭剣豪 陳海騰 サンジーヴ・スィンハ サチン・チョードリー |
| 6月14日  | すべて丸わかり！ ITビジネス最前線！！                                           | グリー社長                                                              | 田中良和                                                |
| 6月21日  | 漢方のリーディングカンパニー・健康と医療への貢献こそが企業使命だ！              | ツムラ社長                                                              | 芳井順一                                                |
| 6月28日  | 超・地域密着で生き残れ！〜半径500mシェア100%主義で売りまくれ！〜                | ダイシン百貨店社長                                                      | 西山敷                                                  |
| 7月5日   | 元窓際族社長のアパレル革命〜会社を変えた反逆経営術                              | セーレン社長                                                            | 川田達男                                                |
| 7月12日  | 孫正義の正体！ 〜密着取材109日〜                                                | ソフトバンク社長                                                        | 孫正義                                                  |
| 7月19日  | 孫正義の社長術！                                                                | ソフトバンク社長                                                        | 孫正義                                                  |
| 7月26日  | 目からウロコのつぶやき経営〜これが驚異の情報掌握経営だ〜                        | サトー取締役経営顧問                                                    | 藤田東久夫                                              |
| 8月2日   | 駄菓子屋から世界企業へ〜ゲーム業界を勝ち抜く超リスク経営〜                      | カプコン会長                                                            | 辻本憲三                                                |
| 8月9日   | 3度社長に就いた男が語る 不況に負けない社長術                                    | エステー会長兼社長                                                      | 鈴木喬                                                  |
| 8月23日  | 流通スペシャル 地方スーパーの逆襲                                               | ヤスコー社長 松岡義一スーパーまるまつ社長 スーパーまるまつ専務          | 川野幸夫 松岡尚志                                       |
| 8月30日  | 孫正義の未来戦略                                                                | ソフトバンク社長                                                        | 孫正義                                                  |
| 9月6日   | 地方公共交通の救世主                                                            | 両備ホールディングス社長                                                | 小嶋光信                                                |
| 9月13日  | 不況でも売れ続ける驚異のディベロッパー〜成長する街づくりビジネス〜              | 山万社長                                                                | 嶋田哲夫                                                |
| 9月20日  | 熱狂店舗〜常識を激変させる『店』作り                                            | ハンズマン社長                                                          | 大薗誠司                                                |
| 10月14日 | 勝利を呼ぶ「秘密の鍵」                                                          | サッカー日本代表前監督                                                  | 岡田武史                                                |
| 10月21日 | 蓮舫の正体〜ダントツ171万票その“素顔”に迫る〜                                   | 民主党参議院議員・行政刷新担当大臣                                      | 蓮舫                                                    |
| 10月28日 | 売れる雑誌を創れ！宝島社の挑戦                                                  | 宝島社社長                                                              | 蓮見清一                                                |
| 11月4日  | これが世界で負ける、日本型の“男ビジネス”だ！ 世界で勝てる人材は、こう作れ！     | ベルリッツコーポレーションCEO                                           | 内永ゆか子                                              |
| 11月11日 | 100年企業に今なお息づく開拓者精神！                                             | 味の素社長                                                              | 伊藤雅俊                                                |
| 11月18日 | ギャルファッションの売上トップブランドその経営はおやじ！                        | ジャパンイマジネーション社長                                            | 木村達央                                                |
| 11月25日 | 段ボール革命！〜客が儲かる“箱”作り教えます！                                    | レンゴー代表取締役社長                                                  | 大坪清                                                  |
| 12月2日  | 激化する“270円居酒屋”戦争を驚異の業績で勝抜く！                                 | 三光マーケティングフーズ社長                                            | 平林実                                                  |
| 12月9日  | 電子書籍元年×村上龍〜「変化」に怯えるか？ ワクワクするか？〜                    |                                                                         |                                                         |
| 12月16日 | 最強のブランドを作れ！〜自己否定から新商品が生まれる〜                          | シヤチハタ会長                                                          | 舟橋紳吉郎                                              |
| 12月23日 | 村上龍×世界最大市場中国自動車革命の旗手                                         | 吉利自動車副総裁                                                        | 趙福全                                                  |
| 12月31日 | カンブリア宮殿 大忘年会もう貧乏はイヤだ！ 狙うぞ、一発逆転スペシャル            |                                                                         |                                                         |

### 2011年 - 2020年
| 1月6日   | ニッポン人よ、大志を抱け! 〜夢を仕事にした人スペシャル〜                                                                              | 未来ロボット技術研究センター所長 ポタジエオーナーパティシエ 銀河鉄道社長 | 古田貴之 柿沢安耶 山本宏昭 |
| 1月13日  | "成熟市場"で急成長の自転車チェーン世の中に必要とされる存在になれ！                                                                    | あさひ社長                                                               | 下田進                     |
| 1月20日  | 会社は自分のものだ！ 自ら考え、自ら良くしろ！                                                                                         | 未来工業創業者                                                           | 山田昭男                   |
| 1月27日  | お客様は神様です！ スペシャル〜ここまでやるか！ 熱狂店舗の作り方〜                                                                    |                                                                          |                            |
| 2月3日   | “ぶつからないクルマ”の技術革新で不況を打ち破れ！                                                                                      | 富士重工業社長                                                           | 森郁夫                     |
| 2月10日  | 社員が激変する企業改革術！ 名門企業の慢心に逆襲                                                                                       | モリタホールディングス会長                                               | 新村鋭男                   |
| 2月17日  | 105円で感動を！ 職人社長と東大卒エリートが挑む、最強チーム経営                                                                        | あきんどスシロー社長 あきんどスシロー専務執行役員                        | 豊﨑賢一 加藤智治          |
| 2月24日  | 日本の医療に警告！ 北の大地の天才脳外科医                                                                                             | 旭川赤十字病院 第一神経外科部長 脳卒中センター長                         | 上山博泰                   |
| 3月9日   | 世界で勝つ交渉術 日本外交の未来を読み解く！                                                                                           | 立命館大学教授、前外務省事務次官                                         | 薮中三十二                 |
| 3月10日  | 女性熱狂！ フランフラン流"消費者ニーズ"の捉え方                                                                                       | パルス社長                                                               | 髙島郁夫                   |
| 3月17日  | 地元の星☆ 自慢のドエライ企業スペシャル〜最先端は "地元" にあった！〜                                                                  |                                                                          |                            |
| 3月24日  | 挑み続けた2592日…感動のドラマの裏側 「あきらめなければ未来は拓ける！」                                                                | 宇宙航空研究開発機構教授 「はやぶさ」プロジェクトマネージャー            | 川口淳一郎                 |
| 4月7日   | "たかが靴下、されど靴下" 靴下人生50年の男が叫ぶ！ 激安 海外製に負けない、次世代の国産モノ作り                                         | タビオ社長                                                               | 越智直正                   |
| 4月14日  | スーパーマンじゃない！ 普通の社員が頑張る仕組みを作れ！ 〜働き甲斐が会社を強くする〜                                                  | 西島社長 びわこホーム社長                                                | 西島篤師 上田裕康          |
| 4月21日  | 物流大混乱に立ち向かえ！ 〜ニッポン復活のカギは企業にあり〜                                                                           |                                                                          |                            |
| 4月28日  | 芸人800人がテレビ席巻！ 笑いの王者・吉本興業 年収10億円芸人生む革命児 独占登場                                                        | 吉本興業社長                                                             | 大﨑洋                     |
| 5月5日   | 世界に高級店続々！ 和食の鉄人 〜ジリ貧日本復活の鍵は、超絶和食にあり！〜                                                              | レストラン経営者                                                         | 森本正治                   |
| 5月19日  | チャレンジに年齢は関係ない！ その気になれば何でもできる！                                                                             | ケニアナッツカンパニー創業者                                             | 佐藤芳之                   |
| 5月26日  | 絶望からの再出発‥‥阪神大震災を乗り越えた工場 〜「人に必要とされる会社」になりたい〜                                                   | 万協製薬社長                                                             | 松浦信男                   |
| 6月2日   | あなたは「メシが食える大人」ですか？ 必要なのは、へこたれない力だ！                                                                   | 花まる学習会代表                                                         | 高濱正伸                   |
| 6月9日   | 真のグローバル企業とは！ P&Gの企業戦略に迫る！！                                                                                      | P&Gジャパン代表取締役                                                    | 桐山一憲                   |
| 6月16日  | 総年商4兆円！ 謎の巨大流通組織CGCの正体 〜危機に打ち勝つ、中小の団結力〜                                                              | CGCグループ代表                                                          | 堀内淳弘                   |
| 6月23日  | さらば安売り！ 効率至上主義を捨て、時代の最先端を行く 〜スカイツリーから極小部品までを手がける職人集団〜                              | 東海バネ工業社長                                                         | 渡辺良機                   |
| 6月30日  | ニュース一筋に生きた男、鳥越俊太郎の"がんとの付き合い方"                                                                              | ニュースの職人                                                           | 鳥越俊太郎                 |
| 7月7日   | 300均スペシャル〜新たな消費を生む"300円"の価値                                                                                        | パル取締役 三日月百子社長 山下真一郎ビルジャン社長                       | 杉本哲夫 物河昭            |
| 7月14日  | 生命保険を見直せ | ライフネット生命社長 ライフネット生命副社長                              | 出口治朗 岩瀬大輔          |
| 7月21日  | いらないことはきっぱりやめろ！ 〜一泊4980円"捨てる経営"で顧客満足度No.1ホテル〜                                                       | スーパーホテル会長                                                       | 山本梁介                   |
| 7月28日  | 怒りを排除して、ビジネスを科学せよ！                                                                                                  | レストランエクスプレス会長                                               | 江見朗                     |
| 8月4日   | 「負ける建築」で世界に勝つ！ | 建築家・東京大学教授                                                     | 隈研吾                     |
| 8月11日  | 日本には祭りがある！ 祭りで"地域"を取り戻せ！                                                                                         |                                                                          |                            |
| 8月18日  | 異端児たちのビジネスルール | 幻冬舎社長 サイバーエージェント社長CEO                                   | 見城徹 藤田晋              |
| 8月25日  | 異端児たちのビジネスルール(2) | 幻冬舎社長 サイバーエージェント社長CEO                                   | 見城徹 藤田晋              |
| 9月1日   | 古材で住宅革命！ | 古材倉庫グループ代表                                                     | 井上幸一                   |
| 9月8日   | 諦めないことが道を拓く！ | 登山家                                                                   | 栗城史多                   |
| 9月15日  | "漁業を営む居酒屋"現わる！ 生産者も幸せにする新・外食企業                                                                             | エー・ピーカンパニー社長 エー・ピーカンパニー副社長                      | 米山久 野本良平            |
| 9月22日  | "売る力"を磨け！〜製造業を強くするのは営業する力だ〜                                                                                  | 本多プラス社長 本多プラス専務                                            | 本多克弘 本多孝充          |
| 9月29日  | クリーニング界の革命児が吼える 業界と決別して“未開拓市場”で勝負せよ！                                                                 | ハッピー社長                                                             | 橋本英夫                   |
| 10月13日 | 物流最前線！ 宅急便のすべてを見せます                                                                                                 | ヤマトホールディングス会長                                               | 瀬戸薫                     |
| 10月20日 | 物流イノベーション！ 進化し続ける『ヤマトのDNA』                                                                                      | ヤマトホールディングス会長                                               | 瀬戸薫                     |
| 10月27日 | 創業176年の教え "一粒万倍"経営〜良いタネを売れば会社は発展するが 一粒でも悪い物を売れば 会社は潰れる〜                                | タキイ種苗社長                                                           | 瀧井傳一                   |
| 11月3日  | 高齢化時代を迎え撃て！ 地域の健康を守るドラッグストア                                                                                 | スギホールディングス会長 スギホールディングス副社長                      | 杉浦広一 杉浦昭子          |
| 11月10日 | 客に熱烈支持される地方銀行の秘密！ “らしく”を捨てた新発想で、真の顧客サービスを                                                       | 大垣共立銀行頭取                                                         | 土屋嶢                     |
| 11月17日 | 繁盛店は作るな！ ガラガラ店舗で業界No.1 〜理系社長のハイパー合理化経営〜                                                              | 西松屋チェーン社長                                                       | 大村禎史                   |
| 11月24日 | 年を取っても旅したい！ 不可能を可能にする、高齢化時代の旅行のプロ                                                                     | SPI代表取締役                                                            | 篠塚恭一                   |
| 12月1日  | 大量生産、効率至上主義の日本式に未来はない！ワイン業界の異端児が語る、 『大きくなることに価値はない。これが日本を幸せにする経営だ！』 | カーブドッチ経営者                                                       | 落希一郎                   |
| 12月8日  | 衰退産業・地方・中小・民事再生"四重苦"をぶっ飛ばした、ブレない経営！                                                                  | 池内タオル社長                                                           | 池内計司                   |
| 12月15日 | 世界で勝つなら“俺流”で行け！ | パティシエ・エス・コヤマ オーナーパティシエ                              | 小山進                     |
| 12月22日 | モノを売る会社でもレンタルする会社でもない！ 俺たちは「客を喜ばす」世界一の"企画"集団だ！                                             | CCCカルチュア・コンビニエンス・クラブ社長                                | 増田宗昭                   |
| 12月29日 | 村上龍が選ぶ『今後のニッポンを考えるニュース』！                                                                                      | クオンタムリープ株式会社 ファウンダー&CEO 元経済産業省官僚               | 出井伸之 古賀茂明          |

| 1月5日   | 日本人よ、世界で戦うサムライたちを見よ | FUWA METAL USA社長 ファニチャー・ラボ社長                                 | 増井重紀 堀雄一朗  |
| 1月19日  | 新分野に挑戦し続けろ〜これが21世紀の多角化経営だ！〜 | ブラザー工業社長                                                          | 小池利和           |
| 1月26日  | 新しい保険を生み出せ！〜ペット保険から保険を変える業界の風雲児の挑戦〜 | アニコムホールディングス社長                                              | 小森伸昭           |
| 2月2日   | 北の大地で40年…大手コンビニでも勝てない地域の御用達！ 「開いてて良かった」これがホントの“最強コンビニ”                                                                        | セイコーマート会長                                                        | 赤尾昭彦           |
| 2月9日   | 〜本当に患者が喜ぶ歯科医院とは〜 国内最大級の歯科医療グループを追う！ | 医療法人徳真会グループ理事長                                              | 松村博史           |
| 2月16日  | 時代を捉える変革力とぶれない信念だけが勝利を生む | はせがわ会長                                                              | 長谷川裕一         |
| 2月23日  | 逆境からの復活劇〜不可能を可能にしたカリスマ社長〜 | ハウステンボス社長                                                        | 澤田秀雄           |
| 3月1日   | "社長が寝ていても勝てる会社を作る！" 〜独自の仕組みが社員を成長させ、会社を強くする〜                                                                                         | ディスコ社長                                                              | 関家一馬           |
| 3月8日   | 学歴とは無縁、踏みつけられても決して負けない “雑草集団”の男たちは日本一のタコヤキ集団をつくり上げた！ その力は東北の被災地でも大活躍！ スピード＆パワーの「雑草経営」を見よ！ | ホットランド社長                                                          | 佐瀬守男           |
| 3月15日  | 安さよりも“感動”を！ 圧巻の品揃えで客を呼ぶ急成長スーパーの秘密 | エース社長                                                                | 北野秀雄           |
| 3月22日  | どうすれば変われるか？“マック改革”の全貌 | 日本マクドナルドホールディングス 代表取締役会長兼社長兼CEO                | 原田泳幸           |
| 4月5日   | 安さと満足は両立する！ 日本の住宅に新たな価値を生み出せ！ | アキュラホーム社長                                                        | 宮沢俊哉           |
| 4月12日  | 貧しい家庭に育った男は、コーヒーで世界を制した！ 世界企業・スターバックスの真相                                                                                               | スターバックス会長兼CEO                                                   | ハワード・シュルツ |
| 4月19日  | 高齢者に働く場と生き甲斐を！ | 高齢社会長創業者                                                          | 上田研二           |
| 4月26日  | 農業は楽しいぜぇ、夢があるぜぇ」過疎の町に年間50万人50億円！ 奇跡の農業テーマパーク                                                                                           | 伊賀の里モクモク手づくりファーム社長 伊賀の里モクモク手づくりファーム専務 | 木村修 吉田修      |
| 5月3日   | 廃止された路線を“観光鉄道”へ…人が集まらない所に、人を集めろ！！ | 嵯峨野観光鉄道株式会社社長                                                | 長谷川一彦         |
| 5月10日  | 奇跡の構造転換で復活 「攻め」の経営とはこういうことだ！ | 富士フイルムHD代表取締役社長・CEO                                         | 古森重隆           |
| 5月17日  | “日本人にもっとパンを！”パンを世に広めた企業の挑戦 | 神戸屋代表取締役社長                                                      | 桐山健一           |
| 5月24日  | 会員が急増中「ニコ動」って何だ！？ ネット動画に革命！ | ドワンゴ代表取締役会長                                                    | 川上量生           |
| 5月31日  | 安さと高機能を両立させろ | AOKIホールディングス会長                                                  | 青木擴憲           |
| 6月7日   | 世界中のライフスタイルを変えよ！ アマゾン帝国の全貌 | アマゾンCEO                                                               | ジェフ・ベゾス     |
| 6月14日  | 全国から患者続々の超人気病院 患者も医師も大満足のワケ… 革新経営で医療の危機を救う                                                                                             | 亀田メディカルセンター院長                                                | 亀田信介           |
| 6月21日  | 日本の旅行を変えろ！！ 一泊5250円の“最強宿” | 四季リゾーツ社長                                                          | 山中直樹           |
| 6月28日  | 日本航空再び大空を舞うか？！ | 日本航空取締役名誉会長 日本航空代表取締役社長                             | 稲盛和夫 植木義晴  |
| 7月5日   | がんばる女性を応援したい！ 『家事代行ビジネス』の全貌！ | ベアーズ社長                                                              | 高橋健志           |
| 7月12日  | 値下げも大量生産もしない！ 国産にこだわる 下町の大人気カバンメーカー | 吉田(通称 吉田カバン)社長                                                 | 吉田輝幸           |
| 7月19日  | 日本流の顧客主義を見よ！ 〜進化するアスクルの全貌〜 | アスクル社長                                                              | 岩田彰一郎         |
| 7月26日  | “名古屋流”で急成長！ 客殺到の喫茶店チェーンの秘密 | コメダ代表執行役社長                                                      | 安田隆之           |
| 8月2日   | 日本生まれの家電「マッサージチェア」で世界中の人達の心身を癒せ！ | フジ医療器会長                                                            | 木原定男           |
| 8月9日   | これがハッピーになるM&Aだ！ 〜日本企業が強くなる方法教えます〜 | 日本M&Aセンター社長                                                       | 三宅卓             |
| 8月16日  | 「真似されてこそ本物！」大人気 和菓子の老舗に“商いの道”あり | たねや社長                                                                | 山本昌仁           |
| 8月23日  | 驚異の48年連続増収「年輪経営」で社員の幸せと会社の永続を目指せ！ | 伊那食品工業代表取締役会長                                                | 塚越寛             |
| 8月30日  | 快進撃のスナック菓子の王者！ ダントツを目指す攻めの経営 | カルビー会長                                                              | 松本晃             |
| 9月6日   | “インターネットに野菜をのせろ！”若手社長が目指す“食のインフラ革命” | オイシックス代表取締役社長                                                | 高島宏平           |
| 9月13日  | カンブリア宮殿IN大阪 なにわの商人が日本を救う！？ | 阪急阪神ホールディングス 兼阪急電鉄代表取締役社長                         | 角和夫             |
| 9月20日  | カニカマ製造機で世界シェア7割！ 知られざるグローバル中小企業 | ヤナギヤ社長                                                              | 柳屋芳雄           |
| 9月27日  | オタクを超えた精巧さ！ 大英博物館も認める技術集団 | 海洋堂社長                                                                | 宮脇修一           |
| 10月11日 | カンブリア食欲の秋スペシャル！“儲かる味”の革命児たち |                                                                           |                    |
| 10月18日 | 業界激震！「スーパーマーケット」の革命者たち |                                                                           |                    |
| 10月25日 | 強さの裏に驚きの職人技！ 知られざるマネキンビジネスの秘密 | 吉忠マネキン社長                                                          | 吉田忠嗣           |
| 11月1日  | 築40年の木造長屋が大人気住宅に！ “家賃を倍”にする不動産再生集団！ | ブルースタジオ専務取締役 ブルースタジオ執行役員                           | 大島芳彦 石井健    |
| 11月8日  | タイヤ世界一！ 勝ち続ける“純国産”巨大メーカー | ブリヂストン会長                                                          | 荒川詔四           |
| 11月15日 | 限界集落から奇跡の脱出！ 地方再生 仕掛けるスーパー公務員 | 石川県羽咋(はくい)市役所職員                                              | 高野誠鮮           |
| 11月22日 | 高級レストランで快進撃！〜デフレに打ち勝つ「一流」のビジネス術〜 | ひらまつ代表取締役社長                                                    | 平松宏之           |
| 11月29日 | 鉄の技術を売れ！ 災害列島ニッポンを守る技術集団 | 日鉄住金建材代表取締役社長                                                | 増田規一郎         |
| 12月6日  | 大人気うどん店から豪華リゾートホテルまで これが大繁盛店のつくり方だ！ | カトープレジャーグループ社長                                              | 加藤友康           |
| 12月13日 | 『幸せを増やす企業』 東証一部上場 最年少社長が語る新ビジネス論 | リブセンス社長                                                            | 村上太一           |
| 12月20日 | なぜこの魚屋の魚は売れるのか？魚離れに勝つ！ 年商220億円を超える巨大鮮魚専門チェーン                                                                                          | 角上魚類社長                                                              | 栁下浩三           |

| 1月10日  | アジア大攻略2013 ここを奪わずして、世界は獲れない！                                                     | ピジョン社長 楽天社長                                                                 | 大越昭夫 三木谷浩史               |
| 1月17日  | 経済効果660億円！“B級ご当地グルメ”で町おこし成功の 秘訣は“オヤジギャグと情熱”                           | 富士宮やきそば学会会長 愛Bリーグ(B-1グランプリ主催団体)代表理事                       | 渡邉英彦                          |
| 1月24日  | 強烈デフレの戦い方！長崎ちゃんぽんのリンガーハット、 創業家会長に強さの秘密を聞いた！                   | リンガーハット社長                                                                    | 米濱和英                          |
| 1月31日  | 日本再生の救世主 必要なのはハコモノじゃない！ 新コミュニティを構築するプロの技！                        | studio-L代表 コミュニティデザイナー                                                   | 山崎亮                            |
| 2月7日   | 繁盛ラーメン店を作れ！ 製麺機メーカーの挑戦を追う                                                       | 大和製作所社長                                                                        | 藤井薫                            |
| 2月14日  | 世界一の筆記具メーカーを目指せ！                                                                        | パイロットコーポレーション代表取締役社長                                              | 渡辺広基                          |
| 2月21日  | 狭い店でも儲ける！ 靴のお直しでシェアトップ・・・強さの秘密                                             | ミニット・アジア・パシフィック社長                                                    | 中西勉                            |
| 2月28日  | スポーツで、日本を元気、健康に変える！                                                                  | アルペン社長                                                                          | 水野泰三                          |
| 3月7日   | “製薬会社がつくる化粧品”で快進撃！ 震災支援で見せたトップの覚悟                                         | ロート製薬会長兼CEO                                                                   | 山田邦雄                          |
| 3月14日  | 日本流LCCを作れ！飛行機が“電車”になる日                                                                 | ピーチ・アビエーションCEO                                                             | 井上慎一                          |
| 3月21日  | 世界を変えた！スッゴイ挑戦スペシャル 激変の時代こそ挑め…成功を掴むDNA                                   | キッコーマン名誉会長 ユニ・チャーム社長                                               | 茂木友三郎 高原豪久               |
| 4月4日   | 今こそ日本にシリコンバレーを！ ITベンチャーで世界を目指せ                                               | モビーダジャパン社長 インフィニティ・ベンチャーズLLP共同代表パートナー                | 孫泰蔵 小野裕史                   |
| 4月11日  | お菓子で人を笑顔にさせる国民的ロングセラー商品を次々生み出す グリコヒットの法則！                       | 江崎グリコ社長                                                                        | 江崎勝久                          |
| 4月18日  | ネットの発想とスピード感で写真業界の常識を打ち破れ！                                                    | フォトクリエイト代表取締役                                                            | 白砂晃                            |
| 4月25日  | 日本一のうどんチェーン！ 急成長の秘密は“常識破り経営”にあり！                                           | トリドール代表取締役社長                                                              | 粟田貴也                          |
| 5月2日   | 1万円で会社が救える！？ 新たな投資のカタチ                                                              | ミュージックセキュリティーズ代表取締役                                                | 小松真実                          |
| 5月9日   | 世界の卓球界を支える企業の技術力に迫れ！                                                                | タマス社長                                                                            | 山田俊策                          |
| 5月23日  | 世界で大躍進！ 日本最大の学習塾、公文の実力                                                             | 公文教育研究会代表取締役社長                                                          | 角田秋生                          |
| 5月30日  | 世界が賞賛する技術力 巨人・ナイキ、アディダスに挑む日の丸メーカーアシックス                             | アシックス代表取締役社長CEO                                                           | 尾山基                            |
| 6月6日   | 緊急企画！アベノミクスの近未来 為替は、金利は、そして給料はどうなる？                                   | スズキ会長兼社長 セブン&アイHD会長兼CEO 慶應義塾大学総合政策学部教授 岡野工業代表社員 | 鈴木修 鈴木敏文 竹中平蔵 岡野雅行 |
| 6月13日  | 世界が注目！紙の建築、災害住宅… “役に立つ建築”に挑み続ける男！                                          | 建築家                                                                                | 坂茂                              |
| 6月20日  | 親を安心して預けられる病院づくり！                                                                      | 青梅慶友病院会長                                                                      | 大塚宣夫                          |
| 6月27日  | チルド洋菓子製造のトップランナー                                                                        | モンテール社長                                                                        | 鈴木徹哉                          |
| 7月4日   | 最強ブランドで世界200カ国に浸透！ その強さの源泉に迫る                                                  | ザ コカ・コーラ カンパニーCEO                                                         | ムーター・ケント                  |
| 7月11日  | “奇跡の集客”シリーズ第1弾！ リピーター続々、年間140万人が殺到 “驚異のリゾート”福島ハワイアンズの底力    | 常磐興産会長                                                                          | 斎藤一彦                          |
| 7月18日  | “奇跡の集客”シリーズ第2弾！ 世界を掴む“加賀屋流おもてなし”の秘密 33年連続日本一の旅館…その裏側          | 加賀屋会長                                                                            | 小田禎彦                          |
| 7月25日  | 「30分待っても乗りたい」 驚異のリピート率90%“幸せ”サービスで客の圧倒的支持を集める 長野発タクシー革命！ | 中央タクシー会長                                                                      | 宇都宮恒久                        |
| 8月1日   | 年商4000万円の農家続出 ニッポン農業の未来はココに！                                                     | 和郷園代表理事                                                                        | 木内博一                          |
| 8月8日   | 日本企業の力を引き出せ！ヒット連発！“可士和マジック”の神髄                                              | サムライ代表・アートディレクター                                                      | 佐藤可士和                        |
| 8月15日  | 不動の人気を博す！日本生まれのハンバーガーチェーンの秘密                                                | モスフードサービス代表取締役社長                                                      | 櫻田厚                            |
| 8月22日  | “銀の粒”から生まれた最新技術！老舗企業の大転換経営                                                      | 森下仁丹代表取締役社長                                                                | 駒村純一                          |
| 8月29日  | トマトを極め続けて110年！農家と共に歩むカゴメ 強さの秘密                                                | カゴメ社長                                                                            | 西秀訓                            |
| 9月5日   | 世界で稼ぐ！何でも稼ぐ！変化に強い“起業家集団”                                                          | 三井物産社長                                                                          | 飯島彰己                          |
| 9月12日  | たかがソース、されどソース・・・ソースに命をかけて60年 広島発「食卓の脇役」が天下統一へ！               | オタフクソース社長                                                                    | 佐々木茂喜                        |
| 9月19日  | 『経営にまぐれなし！成果を出す仕組みのつくり方』 〜赤字38億円からの経営改革の全貌！〜                   | 良品計画会長                                                                          | 松井忠三                          |
| 9月26日  | 定食一筋50年の人気チェーン！「うまい」に挑み続ける独自戦略                                              | 大戸屋ホールディングス会長                                                            | 三森久実                          |
| 10月3日  | 脱・下請けで大躍進！世界が駆け込む印刷所！                                                              | グラフ社長                                                                            | 北川一成                          |
| 10月10日 | 日本の“カレー文化”創った100年企業 家庭で愛される強さの秘密                                              | ハウス食品代表取締役社長                                                              | 浦上博史                          |
| 10月17日 | 93万人が殺到！日本一の卵の直売所 地方の未来を拓く驚きタマゴ戦略                                         | コッコファーム会長・創業者                                                            | 松岡義博                          |
| 10月24日 | やっちゃえ起業！なっちゃえ社長！目指せ100億円SP                                                         | トレジャー・ファクトリー社長 BSIZEビーサイズ代表                                      | 野坂英吾 八木啓太                 |
| 10月31日 | 巨大プロペラが人工関節に！高齢者を幸せにする職人技術                                                    | ナカシマメディカル代表取締役社長                                                      | 中島義雄                          |
| 11月7日  | 部品メーカーから日本NO.1に大躍進！高くても売れる国産メガネ                                              | シャルマン代表取締役会長                                                              | 堀川馨                            |
| 11月14日 | 日本生まれ“宅配ピザ”王者の真髄 手間を惜しまず旨さを追求せよ！                                           | フォーシーズ代表取締役会長                                                            | 淺野秀則                          |
| 11月21日 | 夢と魔法の王国のつくり方 知られざるディズニーの神髄                                                     | ウォルト・ディズニー・カンパニーCEO                                                   | ロバート・アイガー                |
| 11月28日 | 安さの裏に大胆戦略！店舗数日本一“しまむら流”独自経営の裏側                                              | しまむら代表取締役社長                                                                | 野中正人                          |
| 12月5日  | “1坪店舗”でうまいものを売りまくる！ 地方の逸品を発掘する“食の伝道師”                                    | 生産者直売のれん会社長                                                                | 黒川健太                          |
| 12月12日 | “ノーベル賞”御用達！光の技術を極める超絶企業                                                            | 浜松ホトニクス社長                                                                    | 晝馬明                            |
| 12月19日 | ユニーク店舗に客が殺到！デフレに勝つ“楽しいスーパー”                                                    | ハローデイ社長                                                                        | 加治敬通                          |

| 1月9日   | 百戦錬磨ゲスト×ものづくり新世代 ものづくり若武者スペシャル 〜造り方を変えろ！世界を変えろ！90分拡大版〜 |                                                         | 坂根正弘 川崎和男 岩佐琢磨 鮫島弘子 竹田正俊 |
| 1月16日  | 倒産寸前“負け組”酒蔵が起こした奇跡！ピンチに挑み続けた大逆転経営                                        | 旭酒蔵社長                                              | 桜井博志                                     |
| 1月23日  | スイーツ一筋60年！“洋菓子界の巨匠”波乱万丈の人生                                                        | エーデルワイス会長                                      | 比屋根毅                                     |
| 1月30日  | 消滅寸前…日本の伝統のものづくり企業を次々再生！ 300年企業が挑む“新・ブランド創出術”                     | 中川政七商店社長                                        | 中川淳                                       |
| 2月6日   | 「パンの缶詰」で貧困をなくせ！栃木のパン屋さん、世界規模の挑戦！                                        | パン・アキモト社長                                      | 秋元義彦                                     |
| 2月13日  | 地域NO.1戦略で勝つ 異色外食チェーン “家族”“従業員”“地域”のココロを掴む「幸せ経営術」！                  | 坂東太郎社長                                            | 青谷洋治                                     |
| 2月20日  | 下請け脱出スペシャル！ 未来は自分の力で切り拓け！                                                       | オオアサ電子社長 TOP社長                                | 長田克司 山本惠一                            |
| 2月27日  | 血圧計だけじゃない！技術で人を幸せに…“元祖ベンチャー企業”の感動経営                                     | オムロン社長                                            | 山田義仁                                     |
| 3月6日   | ニッポンの超高齢社会を救え！異色の経歴の医師が挑む医療革命！                                            | 祐ホームクリニック理事長・医師                          | 武藤真祐                                     |
| 3月13日  | かぜ薬から牛丼のタマゴまで… 技術で挑む異色食品メーカー キユーピーの秘密                                 | キユーピー社長                                          | 三宅峰三郎                                   |
| 3月20日  | 地方の底力SP 第一弾！ 〜道の駅が生む奇跡の集客術〜                                                      | 萩しーまーと駅長 からり直売所運営協議会                 | 中澤さかな 野田文子                          |
| 3月27日  | 地方の底力SP 第二弾！ 〜道の駅が生む奇跡の集客術〜                                                      | 高松丸亀町商店街振興組合 理事長                         | 古川康造                                     |
| 4月10日  | 奇跡の復活！ロイヤルホスト 15年間長期低迷からの脱却                                                     | ロイヤルホスト株式会社社長                              | 矢崎精二                                     |
| 4月17日  | No.1老舗下着メーカー×最先端技術“危機感こそ強さ”のサバイバル経営                                         | グンゼ社長                                              | 児玉和                                       |
| 4月24日  | ヒット連発、巨額買収！「やってみなはれ経営」で世界大攻略                                                | サントリー酒類社長 サントリーホールディングス副社長     | 相場康則                                     |
| 5月1日   | “挑戦してこそ伝統は守られる”143年続く老舗企業のサバイバル術！                                           | 柿安本店社長                                            | 赤塚保正                                     |
| 5月8日   | “激安野菜”もやしで驚き33年連続黒字！ 挑み続けた型破り経営                                               | サラダコスモ社長                                        | 中田智洋                                     |
| 5月15日  | 世界を席巻！常識破りの家電メーカー・ダイソン                                                            | ダイソン創業者                                          | ジェームズ・ダイソン                         |
| 5月22日  | 零細農家の救世主！5000軒の農家を東京とつなぐ流通革命                                                    | ファームドゥ代表取締役社長                              | 岩井雅之                                     |
| 5月29日  | 利益でなく、文化を広げろ！パン職人が切り開いた常識破り経営術                                            | アンデルセングループ社長                                | 吉田正子                                     |
| 6月5日   | 日本の“食”を支えてきた 知られざるトップ企業の秘密！                                                     | アリアケジャパン株式会社会長                            | 岡田甲子男                                   |
| 6月12日  | 25兆円企業 トヨタ復活劇の真実！ 〜豊田章男 激動の5年〜                                                  | トヨタ自動車社長                                        | 豊田章男                                     |
| 6月19日  | 大手に勝つ！地域No.1店のつくり方 〜熱狂ファンに愛される異色ハンバーガーチェーン〜                       | ラッキーピエログループ社長                              | 王一郎                                       |
| 7月3日   | 頑固一徹“自然派”の時代がやってきた！ 〜ウガンダ、ボルネオ、世界を駆けるサラヤ〜                         | サラヤ社長                                              | 更家悠介                                     |
| 7月10日  | ガラスの王者！“難きに挑む”巨大企業の知られざる実力                                                      | 旭硝子社長                                              | 石村和彦                                     |
| 7月17日  | 札幌で絶大人気スイーツ店の秘密！ 危機から生まれた幸せ企業戦略                                           | きのとや社長                                            | 長沼昭夫                                     |
| 7月24日  | “豚のテーマパーク”で400万人集客！ ニッポン養豚の開拓者が挑む食ビジネス                                  | 埼玉種畜牧場〈サイボクハム〉社長                        | 笹崎静雄                                     |
| 7月31日  | 日本を爆発させる“大ボラのすすめ”                                                                        | ソフトバンク社長                                        | 孫正義                                       |
| 8月7日   | 進化が止まらない！知られざる駐車場ビジネス                                                              | パーク24社長                                            | 西川光一                                     |
| 8月14日  | ハーゲンダッツの濃厚ミルクの産地！奇跡を起こした“闘う農協”                                              | 浜中町農業協同組合組合長                                | 石橋榮起                                     |
| 8月21日  | 食を支える13万人！本物が、本物の人材を作る                                                              | 辻調グループ代表                                        | 辻芳樹                                       |
| 8月28日  | どん底から世界トップへ！爆発する人材力の秘密                                                            | ダイキン工業会長                                        | 井上礼之                                     |
| 9月4日   | 中古車解体業に革命を！“車の後始末”で世界を変える町工場                                                  | 会宝産業社長                                            | 近藤典彦                                     |
| 9月11日  | 外食“伝説の立ち上げ人”新たなる挑戦                                                                      | フレッシュネスバーガー創業者                            | 栗原幹雄                                     |
| 9月18日  | テントで年間40泊！ヘビーユーザー軍団が繰り出す“客感動”戦略                                              | スノーピーク社長                                        | 山井太                                       |
| 9月25日  | 5坪のラーメン屋から一大チェーンへ！客も従業員も幸せにする男                                             | ハイデイ日高会長                                        | 神田正                                       |
| 10月2日  | 魚を知り尽くした男の“儲かる”漁業！                                                                      | ヤマトグループ代表                                      | 鷹松募                                       |
| 10月9日  | 客が泣いた！社員が泣いた！経営者も涙した！“大感動経営”スペシャル                                        |                                                         |                                              |
| 10月16日 | 主婦絶賛の便利グッズから激安“ビール”まで日本一！ ホームセンターの独自戦略                               | カインズ社長                                            | 土屋裕雅                                     |
| 10月23日 | 教育で世界を変える！ 〜ゼロから学校立ち上げた超異色39歳〜                                               | インターナショナルスクール・オブ・アジア軽井沢 代表理事 | 小林りん                                     |
| 10月30日 | もうひとつの農協を作れ！“ヤミ米屋”と呼ばれた男が仕掛ける農業維新！！                                    | 大潟村あきたこまち生産者協会社長                        | 涌井徹                                       |
| 11月6日  | 大手に出来ないことをやれ！ 格安スイーツで年商500億円！ 反骨のシャトレーゼ 80歳の執念                    | シャトレーゼHD社長                                      | 齊藤寛                                       |
| 11月13日 | “ミドリムシ”ビジネス増殖中！食品から燃料まで…壮大な夢に挑む34歳                                         | ユーグレナ社長                                          | 出雲充                                       |
| 11月20日 | 高齢者医療に革命を… 挑戦する歯科医療業界の異端児！                                                      | デンタルサポート社長                                    | 寒竹郁夫                                     |
| 11月27日 | 爆走する国民的サイト！これがネットの底力だ！ ヤフー社長                                                 | ヤフー                                                  | 宮坂学                                       |
| 12月4日  | 世界で400万本！驚異の大ヒット包丁 刃物の町から挑む100年企業！独自戦略                                   | 貝印社長                                                | 遠藤宏治                                     |
| 12月11日 | ハイテクで漁師を救う！ 革命起こした小さな世界企業                                                       | 東和電機製作所社長                                      | 浜出雄一                                     |
| 12月18日 | 日本人に夢を！栄光と激動の50年 東京ディズニーリゾートの独自戦略                                         | オリエンタルランド会長兼CEO                             | 加賀見俊夫                                   |

| 1月8日   | 医療の未来を切り拓く挑戦者たちスペシャル                                      | サイバーダインCEO 東海メディカル会長            | 山海嘉之 筒井宣政        |
| 1月15日  | 世界の水族館から注文殺到！ 81歳・職人社長の驚きの仕事術                       | 日プラ社長                                      | 敷山哲洋                 |
| 1月29日  | 世界を塗り替える！ 知られざる巨大塗料メーカー                                 | 関西ペイント社長                                | 石野博                   |
| 2月5日   | 一度は行きたい奇跡の温泉宿！ 観光の常識を変える独自戦略                       | 雅叙苑観光社長                                  | 田島健夫                 |
| 2月12日  | 1次産業にこだわる！ 世界が注目する和牛王の不屈経営術                          | 農業生産法人のざき                              | 野﨑喜久雄               |
| 2月19日  | 山形から全国へ！ 究極のおいしさ目指す“食のブランド”                           | セゾンファクトリー                              | 齋藤峰彰                 |
| 2月26日  | 見えないものが見える！ 測れる！ ニッポンのものづくりを支える最先端の老舗企業  | 島津製作所社長                                  | 中本晃                   |
| 3月5日   | 激変した老舗しょうゆ蔵 中小パワーこそ地方再生の底力だ！                       | 八木澤商店社長                                  | 河野通洋                 |
| 3月12日  | 成熟産業にも商機あり！業界の常識を打ち破る型破り経営術                        | 相模屋食料社長                                  | 鳥越淳司                 |
| 3月19日  | 10億人に安全な水を！ナニワ中小企業オヤジの挑戦                                | 日本ポリグル会長                                | 小田兼利                 |
| 3月26日  | 究極の地産地消で小さな経済圏を作れ！ 全国最大級の農産物直売所の『規格外』戦略 | さいさいグループ代表                            | 西坂文秀                 |
| 4月2日   | “時間”にこそ価値がある！ 1700万人を魅了する時短ビジネスの全貌                 | キュービーネット社長                            | 北野泰男                 |
| 4月9日   | 280円均一で絶好調！ 焼き鳥チェーンの“ぶれない経営”                            | 鳥貴族社長                                      | 大倉忠司                 |
| 4月16日  | 理想の住まい探しはお任せ！ 不動産業界に新風起こす革命児たち                   | 東京R不動産                                     | 吉里裕也 馬場正尊        |
| 4月23日  | どんな人にも役に立つ“メガネ”をつくれ！                                        | ジェイアイエヌ代表取締役社長                    | 田中仁                   |
| 4月30日  | “感動分岐点”を超えろ！リピーター続出の驚き再生術！                            | はままつフラワーパーク理事長                    | 塚本こなみ               |
| 5月7日   | 「10人に1人が欲しい」なら発売！面白文具の型破り開発術                         | キングジム社長                                  | 宮本彰                   |
| 5月14日  | 2ヵ月ですし職人になれる！ニッポンのすしの“明日”を握る異色の学校               | 東京すしアカデミー代表                          | 福江誠                   |
| 5月21日  | 日本の国宝を守れ！文化財修復会社トップは英国人アナリスト                      | 小西美術工藝社社長                              | デービッド・アトキンソン |
| 5月28日  | 経営は現場が決める！感動の仕組みを生んだ奇跡の外食チェーン                    | ねぎしフードサービス社長                        | 根岸榮治                 |
| 6月4日   | 田舎に日本の未来SP 第1弾 〜人口減に挑む地元愛〜                               | 北海道夕張市市長 島根県雲南市吉田ふるさと村社長 | 鈴木直道 高岡裕司        |
| 6月11日  | 田舎に日本の未来SP 第2弾 〜元ニートが挑む地方革命〜                           | エイトワン社長                                  | 大籔崇                   |
| 6月18日  | “はかる”と“食べる”でニッポンを健康に！                                        | タニタ社長                                      | 谷田千里                 |
| 6月25日  | 赤字路線バスの復活劇！地元に愛される“超地域密着”戦略                          | イーグルバス社長                                | 谷島賢                   |
| 7月2日   | 東京・銀座で111年 進化を続ける文房具のテーマパーク                            | 伊東屋社長                                      | 伊藤明                   |
| 7月9日   | 圧倒的な付加価値を生む！21世紀の街づくり革命                                  | 東京急行電鉄社長                                | 野本弘文                 |
| 7月16日  | 町の飲食店の味と人情を支える 知られざる食品集団！                             | プレコフーズ社長                                | 高波幸夫                 |
| 7月23日  | のどを守って200年 龍角散再生の奇跡ドラマ                                      | 龍角散社長                                      | 藤井隆太                 |
| 7月30日  | 地方の絶品を発掘する！知られざる奇跡のスーパー                                | 福島屋会長                                      | 福島徹                   |
| 8月6日   | こんな病院見たことない！ニッポンの医療を変える男                              | 北原病院グループ医療法人社団KNI理事長           | 北原茂実                 |
| 8月13日  | 旅作りに客も参加！シニアを夢中にさせる旅行会社の秘密                          | クラブツーリズム会長                            | 岡本邦夫                 |
| 8月20日  | 会社は社員が活躍する舞台！“社員が変わる”驚きの企業再生術！                    | テンポスバスターズ創業者                        | 森下篤史                 |
| 8月27日  | 創業450年！眠ることなく“眠り”を極める超老舗企業                               | 西川産業代表取締役社長                          | 西川八一行               |
| 9月3日   | 音楽教室で文化を育て楽器市場開拓！ヤマハの音楽文化戦略                        | ヤマハ株式会社社長                              | 中田卓也                 |
| 9月10日  | 最強商品を生んだ 究極のローカル戦略！                                         | 崎陽軒社長                                      | 野並直文                 |
| 9月17日  | 全国の買い物難民を救う！驚異の移動販売車                                      | とくし丸社長                                    | 住友達也                 |
| 9月24日  | 10周年記念1.5h拡大版 波乱万丈スペシャル 〜あの時があるから今がある〜          | ニトリ社長 ハイデイ日高会長                     | 似鳥昭雄 神田正          |
| 10月1日  | 長く使える良いものだけを売る！感動百貨店の新戦略                              | D&デパートメント会長                            | ナガオカケンメイ         |
| 10月8日  | 弁当でニッポンを健康に！女性栄養士軍団の挑戦                                  | ファンデリー社長                                | 阿部公祐                 |
| 10月15日 | 人気ハンバーグで外食利益率日本一 名古屋の人情親父経営                         | ブロンコビリー会長                              | 竹市靖公                 |
| 10月22日 | 農家＆世界が感動！スーパーニッチ“ものづくり”                                  | 筑水キャニコム会長                              | 包行均                   |
| 10月29日 | 田舎の埋もれた宝を“デザイン”の力で輝かせる男！                                | 梅原デザイン事務所                              | 梅原真                   |
| 11月5日  | 不動産会社の超地域密着経営が、地域を維持する原動力に！                        | 大里綜合管理株式会社社長                        | 野老真理子               |
| 11月12日 | ホテルも飲食も格安！進化する「福利厚生サービス」の秘密                        | ベネフィット・ワン社長                          | 白石徳生                 |
| 11月19日 | 耕作放棄地を体験農園に！農業の楽しさを広める異色ベンチャー                    | マイファーム社長                                | 西辻一真                 |
| 11月26日 | “こだわり”で客を魅了するスーパー『成城石井』人気の秘密                        | 成城石井代表取締役社長                          | 原昭彦                   |
| 12月3日  | 眠れる“資源”を宝に変える！新ビジネスSP                                        | インフォマート社長 ビースタイル社長             | 村上勝照 三原邦彦        |
| 12月10日 | 星のイベントは年200超！ 感動で市場を創る天体望遠鏡メーカー                    | ビクセン社長                                    | 新妻和重                 |
| 12月17日 | 美味しすぎるツマミを続々開発！ ユニーク珍味会社を生んだ父子鷹                 | 伍魚福社長 伍魚福会長                           | 山中勧 山中勉            |

| 1月7日   | あなたの1000円が世の中を変える！新しい“お金”の流れ                                     | READYFOR?社長                                         | 米良はるか        |
| 1月14日  | 新たな価値を地方から発信！最新・体験型ビジネスの秘密                                   | 自遊人社長                                            | 岩佐十良          |
| 1月21日  | ものづくりでファッションに革命起こした“エジソンを超えた男”                             | 島精機製作所社長                                      | 島正博            |
| 1月28日  | 予防すれば虫歯ゼロ！ニッポンの歯科を変える歯医者さん                                   | 医療法人社団日吉歯科診療所理事長                      | 熊谷崇            |
| 2月4日   | 地元にあった奇跡の店SP 第1弾「地域住民の幸せを膨らませる奇跡のパン屋」                 | ピーターパン社長                                      | 横手和彦          |
| 2月11日  | 地元にあった奇跡の店SP 第2弾「超地域密着経営で大人気の和洋菓子店」                     | たこ満代表取締役社長                                  | 平松季哲          |
| 2月18日  | 温泉街を一変させた老舗宿のアイデア主人！ 地域の歴史と個性で世界の客をつかめ！          | 御所坊主人                                            | 金井啓修          |
| 2月25日  | 斜陽産業にチャンスあり！異色のスキー場再生請負人                                       | マックアース代表取締役                                | 一ノ本達己        |
| 3月3日   | 健康志向・女性にアピール…“カップ麺”の常識を変えるチャレンジャー企業！                  | エースコック代表取締役社長                            | 村岡寛            |
| 3月10日  | 地元客が熱愛する！超ユニークコンビニの独自戦略                                         | 大津屋社長                                            | 小川明彦          |
| 3月17日  | 世界の食を支える… なんでも“包む”魔法の機械！                                           | レオン自動機社長                                      | 田代康憲          |
| 3月24日  | 日本経済を運んで140年！何でも届ける力を生む「段取り八分」精神                          | 日本通運社長                                          | 渡邉健二          |
| 3月31日  | 物を動かすチェーンを極めて100年！世界NO.1の強さを生む挑戦＆突破力！                    | 椿本チエイン会長                                      | 長勇              |
| 4月7日   | 日本のスゴイ工場を発掘！急成長の『工場直販』ブランド                                   | ファクトリエ代表                                      | 山田敏夫          |
| 4月14日  | パパ・ママ必見…現代っ子に“スポーツ”の楽しさを！ 〜ニッポンを健康にするベンチャー企業〜 | リーフラス社長                                        | 伊藤清隆          |
| 4月21日  | 本当の価値で客を集めろ！赤字鉄道の感動再生術                                           | いすみ鉄道社長                                        | 鳥塚亮            |
| 4月28日  | 家族で楽しめる！V字回復を実現した感動テーマパークの秘密                                | USJ執行役員                                           | 森岡毅            |
| 5月5日   | 湘南の海をそのまま見せる！また行きたくなる感動の水族館                                 | 江ノ島マリンコーポレーション代表取締役社長            | 堀一久            |
| 5月12日  | 「みそかつ」を名古屋名物に！人情女将の細腕繁盛記！                                     | 矢場とん女将                                          | 鈴木純子          |
| 5月19日  | 一人でも多くの人に光を！日本とベトナム救う さすらいの眼科医                            | フリーランス眼科医                                    | 服部匡志          |
| 5月26日  | “信頼”が商売を広げる！博多名物を生んだ「ふくや」感動経営術                             | ふくや社長                                            | 川原正孝          |
| 6月2日   | 九州広域連合で世界へ挑む！客が殺到する“地域ブランド”戦略                               | 九州パンケーキ社長                                    | 村岡浩司          |
| 6月9日   | 1万校分を入学式に一斉納品！驚きの学生服生産の世界                                      | トンボ代表取締役社長                                  | 近藤知之          |
| 6月16日  | 香り立つ！コーヒー市場 農園からカップまで…老舗の次なる“1杯”                            | UCC上島珈琲社長                                       | 上島昌佐郎        |
| 6月23日  | 家の補修や不具合を全力で解消！ 地元住民を幸せにする感動のリフォーム会社                | さくら住宅社長                                        | 二宮生憲          |
| 6月30日  | 納得するまで商品化せず！ ロングセラーを生む桃屋の“良品質主義”                          | 株式会社桃屋代表取締役社長                            | 小出雄二          |
| 7月7日   | 日本は思った以上に“宝の山”SP                                                           |                                                       | 髙田明 佐藤可士和 |
| 7月14日  | こだわり野菜をもっとニッポンの食卓へ！ 〜進化し続ける野菜宅配ビジネス〜                | らでぃっしゅぼーや社長                                | 国枝俊成          |
| 7月21日  | ごちゃ混ぜの街作りで地域活性！金沢発！大注目コミュニティの全貌                         | 佛子園理事長                                          | 雄谷良成          |
| 7月28日  | 産廃業からリサイクル企業へ大変身！ 〜絶体絶命から会社を変えた2代目女社長の格闘記〜     | 石坂産業社長                                          | 石坂典子          |
| 8月4日   | 10年で世の中は変えられる！素材に革命を起こす若きサムライたち                           | スパイバー代表執行役 TBM社長                          | 関山和秀 山﨑敦義 |
| 8月11日  | 秋田発！地域を活性化する異色の劇団 飲む・見る・泊まる！ 複合エンタメ企業               | わらび座取締役会長                                    | 小島克昭          |
| 8月18日  | 島根・石見銀山から日本の良き暮らしを伝える“夫婦企業”                                   | 石見銀山生活文化研究所会長 石見銀山生活文化研究所所長 | 松場大吉 松場登美 |
| 8月25日  | 熱狂的ファンを生む老舗洋食レストラン！ 〜嘘をつかない"正直経営"の全貌〜                | つばめ社長                                            | 石倉悠吉          |
| 9月1日   | 利益を社員に大盤振る舞い！ 〜もっと働きたくなる最強経営術の全貌〜                      | 吉寿屋創業者 吉寿屋会長                               | 神吉武司 神吉秀次 |
| 9月8日   | シリーズ「伝統は革新だ！」第1弾 花と緑で暮らしに感動を！                               | 日比谷花壇代表取締役社長                              | 宮島浩彰          |
| 9月15日  | 「伊右衛門」の"1兆円ヒット"を生んだ 京都の老舗茶舗の革新力                             | 福寿園会長                                            | 福井正憲          |
| 9月29日  | 知られざる小池百合子！「東京大改革」新リーダーの次なる一手は?                          | 東京都知事                                            | 小池百合子        |
| 10月6日  | シリーズ"伝統は革新だ！"第3弾 老舗高級果物店のフルーツ革命」                           | 千疋屋総本店代表取締役社長                            | 大島博            |
| 10月13日 | 24時間営業！都会の"海の家" 急成長する外食チェーンの舞台裏                              | SFPダイニング社長                                     | 佐藤誠            |
| 10月20日 | ユニクロの次を狙うアパレルの風雲児 大胆アイデアと転換力で世界を掴め！                  | ストライプインターナショナル社長                      | 石川康晴          |
| 10月27日 | 日本人に"安心&便利"な食を！昆布と豆を極めて大躍進！ 知られざるフジッコ                 | フジッコ社長                                          | 福井正一          |
| 11月3日  | 農村を磨いて本物を生む！主婦が殺到する人気ブランド店の秘密！！                         | サンクゼール創業者                                    | 久世良三          |
| 11月10日 | ついにJAL超え！全日空快進撃の秘密                                                      | 全日本空輸社長                                        | 篠辺修            |
| 11月17日 | 全国に広がる健康食品ブランド 山梨発！独自戦略のローカルスーパー                        | いちやまマート社長                                    | 三科雅嗣          |
| 12月1日  | リゾート再生の達人がさらなる進化！「日本旅館を世界へ」                                 | 星野リゾート代表                                      | 星野佳路          |
| 12月8日  | 八海山が驚きの新展開！苦境の日本酒メーカー復活の舞台裏                                 | 八海醸造3代目                                         | 南雲二郎          |
| 12月15日 | 無添加の焼き立てパン屋が全国で急増中！ 異色の「5日で開業できる」手法の秘密             | おかやま工房社長                                      | 河上祐隆          |
| 12月22日 | 和食の異端児が切り拓く！進化する日本料理の未来                                         | 菊乃井代表取締役社長                                  | 村田吉弘          |

| 1月5日   | 新春拡大SP 百貨店は、まだ死なない！                                                               | J.フロント リテイリング社長 鶴屋百貨店社長    | 山本良一 久我彰登        |
| 1月12日  | ブラックからホワイトへ！"働き方革命"最前線                                                        | SCSK相談役 ソウ・エクスペリエンス代表         | 中井戸信英 西村琢        |
| 1月19日  | 「築地市場をすっ飛ばす！」超速で三方よし！鮮魚流通革命                                            | 羽田市場代表                                  | 野本良平                 |
| 1月26日  | 自宅で安心して最期を...板橋発！若き在宅医の挑戦                                                   | やまと診療所院長                              | 安井佑                   |
| 2月2日   | 1食20円の寄付が途上国の給食に！ 肥満と飢餓の解消へ！日本発の社会事業                              | NPO法人 TABLE FOR TWO International代表       | 小暮真久                 |
| 2月9日   | ダシを支える老舗に学ぶ時代を生き抜くサバイバル術！                                                | にんべん社長                                  | 髙津克幸                 |
| 2月16日  | 間違いだらけの"日本の投資"に変革を― 成長企業を見抜くカリスマが明かす投資術！                      | レオス・キャピタルワークス 社長兼CIO          | 藤野英人                 |
| 2月23日  | ガラクタを宝に！新世代リサイクルの全貌                                                            | エコリング代表                                | 桑田一成                 |
| 3月2日   | 地方から奇跡のビジネス革命を起こした女性社長SP                                                    | 糀屋本店社長 気仙沼ニッティング社長           | 浅利妙峰 御手洗瑞子      |
| 3月9日   | 家族3世代が熱狂する「超・非効率ファミレス」の全貌！                                               | 三宝会長 三宝社長                             | 金子行宏 金子博信        |
| 3月16日  | 熟成技術で絶品肉を作り出す肉おじさん！ じり貧の田舎畜産農家を救う牛肉革命                         | 門崎社長                                      | 千葉祐士                 |
| 3月23日  | 日本の食卓を変える窯元！主婦殺到の"便利土鍋"の秘密                                                | 長谷園7代目当主 長谷園8代目当主               | 長谷優磁 長谷康弘        |
| 3月30日  | 心に寄り添って営業中！小さな"感動食堂"SP                                                          | 未来食堂店主 こども食堂店主                   | 小林せかい 近藤博子      |
| 4月6日   | 歴史的建物を再活用し、地域を活性化！ 日本の文化を継承する...再生事業ビジネス                      | バリューマネジメント代表取締役                | 他力野淳                 |
| 4月13日  | なぜ、"手術下手"な医者が、ノーベル賞をとれたのか? 劇的な「iPS細胞」発見から10年- "夢の医療"最前線 | 京都大学iPS細胞研究所所長                     | 山中伸弥                 |
| 4月20日  | 伝統ある和菓子界の革新者！ 自然豊かな里山から生み出される絶品和菓子の秘密                         | 「叶 匠壽庵」3代目社長                        | 芝田冬樹                 |
| 4月27日  | 客よし！店よし！地方よし！自治体公認！ アンテナショップ型の居酒屋チェーン                         | ファンファンクション社長                      | 合掌智宏                 |
| 5月4日   | GWスペシャル 激闘の箱根！ 日本一の温泉地を作り上げた"乗り物屋"の執念                              | 小田急電鉄会長                                | 山木利満                 |
| 5月11日  | おいしい！ヘルシー！ ユニーク商品を連発する老舗が生んだチームワーク経営術の全貌！                 | タマノイ酢代表取締役社長                      | 播野勤                   |
| 5月18日  | オシャレなのに格安！大人気イケアの秘密                                                            | イケア・ジャパン代表取締役社長                | ヘレン・フォン・ライス   |
| 5月25日  | 誰にも負けない小豆で、他にない商品を作れ！                                                        | 井村屋グループ会長                            | 浅田剛夫                 |
| 6月8日   | コメのおいしさ&健康革命！日本の農家を救う発明王                                                   | 東洋ライス代表取締役社長                      | 雜賀慶二                 |
| 6月15日  | さらば寝たきり！奇跡のリハビリ病院                                                                | 医療法人社団「輝生会」理事長                  | 石川誠                   |
| 6月22日  | 根室のスナック店主が大逆転！ 東京でブレイク！いくぜ日本一美味い回転寿司                           | はなまる社長                                  | 清水鉄志                 |
| 6月29日  | "ふるさと納税"ブームの仕掛人が登場！ 地方創生を図るITベンチャーの戦略と展望                       | トラストバンク社長                            | 須永珠代                 |
| 7月6日   | 食のチカラで驚きの集客を実現！"味の仕掛け人"が打ち出す新戦略                                      | ラパンフーヅ社長                              | 中道博                   |
| 7月13日  | 感動があって稼げる！農漁業の若き開拓者たち                                                        | 萩大島船団丸代表 みやじ豚社長                 | 坪内知佳 宮治勇輔        |
| 7月20日  | 「安い・新鮮・美味い」で主婦殺到！不思議すぎる人気店の秘密！！                                    | モンテン社長                                  | 髙品謙一                 |
| 7月27日  | 売れない時代にヒットを生む！実演販売プロ集団の全貌                                                | コパ・コーポレーション代表                    | 吉村泰輔                 |
| 8月3日   | 常識をくつがえすサービスで地元が活性化！ 元官僚が挑む！信用金庫のサバイバル経営                   | 城北信用金庫理事長                            | 大前孝太郎               |
| 8月10日  | プロ料理人も食品メーカーも大絶賛！ 変化を恐れず挑戦する老舗・醤油メーカーのサバイバル術           | ヤマサ醤油会長                                | 濱口道雄                 |
| 8月17日  | 画期的商品&徹底改良で年商1兆4千億円！ 客の心をつかむ商品を生む"本質研究"の神髄                    | 花王社長                                      | 澤田道隆                 |
| 8月24日  | 台頭する新興家電メーカー（1） 〜便利なユニーク家電：ツインバード                                  | ツインバード工業代表取締役社長                | 野水重明                 |
| 8月31日  | お値打ち国産牛で大行列！焼き肉革命児                                                              | あみやき亭                                    | 佐藤啓介                 |
| 9月7日   | ニッポンの"買い物"を変えた小売業界の覇者！ 〜知られざるコストコの裏側を徹底解剖SP〜               | コストコホールセールジャパン                  | ケン・テリオ             |
| 9月14日  | 途上国から世界に誇れるブランドを！ 日本版マザーテレサの社会貢献ビジネス                           | マザーハウス社長兼デザイナー                  | 山口絵理子               |
| 9月21日  | 回転寿司からユニーク炊飯器まで！ コメのプロ集団の革新的おいしい米ビジネス                         | 神明社長                                      | 藤尾益雄                 |
| 9月28日  | ジャパンミラクルで大躍進！外資系食品企業のイノベーション戦略                                      | ネスレ日本代表取締役社長兼CEO                 | 高岡浩三                 |
| 10月5日  | 行列のできる地方銘菓スペシャル（1） 地元愛と親子の絆が生んだ感動の菓子メーカー                    | ホリ                                          | 堀昭                     |
| 10月12日 | 行列のできる地方銘菓スペシャル（2） 老舗菓子店が挑む常識破りのベンチャー魂                        | 桔梗屋4代目相談役                             | 中丸眞治                 |
| 10月19日 | 革新的家電を続々開発！躍進するバルミューダの秘密                                                  | バルミューダ社長                              | 寺尾玄                   |
| 10月26日 | 酪農家と共に成長を目指す！ 業界の異端児が仕掛けるサバイバル術                                     | よつ葉乳業社長                                | 有田真                   |
| 11月2日  | 王者セブンを追撃！ファミマ大改革の全貌                                                            | ファミリーマート社長                          | 澤田貴司                 |
| 11月9日  | 急拡大！料理が激ウマになる絶品塩ビジネス！ 宮古島発、故郷への愛が生んだ食卓革命                   | パラダイスプラン社長                          | 西里長治                 |
| 11月16日 | 人気の"グルメ系"回転寿司チェーン女性目線で大改革！                                                | アールディーシー会長                          | 久志本京子               |
| 11月23日 | 地方を盛り上げる切り札！いま注目の「地域商社」の全貌                                              | ファーマーズ・フォレスト代表取締役社長        | 松本謙                   |
| 11月30日 | 苦境の家具メーカーが復活！業界の異端児が仕掛ける独自改革                                          | 飛騨産業社長                                  | 岡田贊三                 |
| 12月7日  | "おいしい農業" 新勢力SP 今こそ農業は宝の山だ！楽しくおいしい 絶品アイデアで農業を変えろ！         | アグリゲート社長 アグリメディア社長           | 左今克憲 諸藤貴志        |
| 12月14日 | 「もったいない」を「ありがとう」に変える奇跡の食料支援                                            | セカンドハーベストジャパン代表                | チャールズ・マクジルトン |
| 12月21日 | 年忘れ"大復活"スペシャル そして再びブランドは輝き始めた！                                         | 日本マクドナルド社長 西武ホールディングス社長 | サラ・カサノバ 後藤高志  |

| 1月11日  | お年寄りのレジャーランド 笑顔あふれる介護の理想郷                                         | たんぽぽ介護センター代表                            | 筒井健一郎          |
| 1月18日  | 安くても高品質！100均の王者が登場 唯一無二の薄利多売ビジネス                              | 大創産業代表取締役社長                              | 矢野博丈            |
| 1月25日  | 負の連鎖を断ち切れ！老舗菓子メーカーが挑んだ感動の復活劇                                  | コロンバン社長                                      | 小澤俊文            |
| 2月1日   | 世界を驚かせた日本製の鋳物ホーロー鍋バーミキュラ 〜倒産寸前の町工場 大逆転の秘密〜        | 愛知ドビー代表取締役社長 愛知ドビー代表取締役副社長 | 土方邦裕 土方智晴   |
| 2月8日   | 爆速急拡大！「結果にコミット」の全貌 ライザップビジネスは本物か？                         | RIZAPグループ社長                                   | 瀬戸健              |
| 2月16日  | 京都の老舗SP「守って攻める！」320年伝統菓子の極意                                         | 聖護院八ツ橋総本店社長 聖護院八ツ橋総本店専務       | 鈴鹿且久 鈴鹿可奈子 |
| 2月22日  | 働く人を幸せにする！ 職人から主婦まで殺到！異色の衣料チェーン                             | ワークマン社長                                      | 栗山清治            |
| 3月1日   | 観光列車王国！JR九州 逆境をバネに挑む 新たな鉄客商売                                      | 九州旅客鉄道代表取締役会長                          | 唐池恒二            |
| 3月8日   | 安心&絶品！唯一無二「生活クラブ」の全貌                                                   | 生活クラブ連合会顧問                                | 河野栄次            |
| 3月15日  | "サラダチキン"から"銘柄どり"までヒット連発！ 「ひと手間経営」で躍進する鶏カンパニーの秘密 | アマタケ社長                                        | 甘竹秀企            |
| 3月22日  | 人生100年時代に光を灯す！ すご腕ドクターの最新医療スペシャル                              | 慶應義塾大学医学部教授 千葉西総合病院院長           | 坪田一男 三角和雄   |
| 3月29日  | 「安い・快適・安全」！ バス業界に新風を吹き込む交通革命                                   | WILLER株式会社代表取締役                            | 村瀬茂高            |
| 4月5日   | 目の健康を売る！苦境メガネチェーン華麗なる復活劇                                          | メガネスーパー社長                                  | 星﨑尚彦            |
| 4月12日  | 格安も登場！拡大する豪華客船ツアー 26年連続日本一！王者・飛鳥Ⅱの全貌                      | 郵船クルーズ社長                                    | 服部浩              |
| 4月19日  | 地元客が熱狂！元祖・鉄板ハンバーグ店 存続の危機から復活した感動の逆転劇！                 | ハングリータイガー会長                              | 井上修一            |
| 4月26日  | 創業150年 蒲鉾の価値を次世代に！ 職人技を武器に勝つ 老舗店の格闘記                        | 鈴廣かまぼこ社長                                    | 鈴木博晶            |
| 5月10日  | 京都オンリーワンのものづくり！ 奇跡の老舗かばん店の全貌                                   | 一澤信三郎帆布店主                                  | 一澤信三郎          |
| 5月17日  | 最高の居心地で"珈琲店戦争"に殴り込み 外食レジェン80歳の再チャレンジ！                     | 高倉町珈琲会長                                      | 横川竟              |
| 5月24日  | 「救急医療」で地域の信頼を勝ち取った 苦境・地方病院の復活劇！                             | 相澤病院理事長                                      | 相澤孝夫            |
| 5月31日  | 便利さを極め街のインフラに！ ドラッグストアの新王者・ウエルシア                           | ウエルシアホールディングス会長                      | 池野隆光            |
| 6月7日   | 親子の最強タッグで驚異のV字回復！ 客満足のおせっかい宅配クリーニング                      | 東田ドライ社長 東田ドライ専務                       | 東田勇一 東田伸哉   |
| 6月14日  | 思わず住みたくなる！ 新発想の"終の住み家"                                                 | シルバーウッド社長                                  | 下河原忠道          |
| 6月21日  | 新家電戦争の大本命！ "なるほど&低価格" アイリス流モノづくり                               | アイリスオーヤマ社長                                | 大山健太郎          |
| 6月28日  | すかいらーく 目からウロコの勝ち残る新戦略                                                 | すかいらーく創業者                                  | 横川竟              |
| 7月5日   | 花と野菜の100年企業 知られざるグローバル種子革命                                          | サカタのタネ社長                                    | 坂田宏              |
| 7月12日  | 善光寺のお膝元から全国展開！ 創業280年 老舗七味店のフレキシブル経営！                     | 根元八幡屋礒五郎九代目                              | 室賀豊              |
| 7月19日  | 観光新時代スペシャル！ 進化する富士山観光＆人気の安くて自由な旅                           | 富士急行社長 旅籠屋社長                             | 堀内光一郎 甲斐真   |
| 7月26日  | 大阪B級グルメでファミリーに大人気 秘伝のレシピで一発逆転！串カツ田中の経営戦略の全貌      | 串カツ田中社長                                      | 貫啓二              |
| 8月2日   | おにぎり、味噌、麹...絶品の"伝統食"新勢力 〜新潟発！地方の弱小老舗は宝の山だ〜            | 和僑商店ホールディングス代表取締役                  | 葉葺正幸            |
| 8月9日   | 災害・救急・最新技術の裏側で大活躍！ "便利さ"で生活を支える 知られざるゼンリンの秘密      | ゼンリン社長                                        | 高山善司            |
| 8月16日  | 体も心もリフレッシュ！大人のための癒しリゾート                                            | 時之栖会長                                          | 庄司清和            |
| 8月23日  | 放送600回記念 快適&便利商品を連発！ 巨大メーカーをベンチャー魂で変革                      | リクシル社長                                        | 瀬戸欣哉            |
| 8月30日  | "魔法のタオル"で大逆転！ 倒産寸前から復活した感動物語                                     | 浅野撚糸社長                                        | 浅野雅己            |
| 9月6日   | 唯一無二！ソフトクリームの王者 強さの秘密                                                 | 日世社長                                            | 岡山宏              |
| 9月13日  | 空き家が毎年60万戸増える時代に、理想の我が家を手に入れる。 中古住宅革命の全貌！           | リノベる社長                                        | 山下智弘            |
| 9月20日  | サバの飲食店から養殖業まで！ サバ１本に賭けるサバイバルベンチャー                         | 鯖や代表取締役                                      | 右田孝宣            |
| 9月27日  | フランスパンの伝道師 日本の食卓に起こした革命と新挑戦！                                   | ブーランジェリーエリックカイザージャポン社長        | 木村周一郎          |
| 10月4日  | 熱狂ファンを生み続ける "六花亭" 震災に負けない！驚きサバイバル術の全貌                    | 六花亭社長                                          | 小田豊              |
| 10月18日 | 史上最悪から史上空前の鉄道会社へ！ 〜民営化30年...攻め続けるJR東日本〜                    | JR東日本会長                                        | 冨田哲郎            |
| 10月25日 | JR東日本 第2弾！ 客に愛され、地域に愛されるポッポ屋へ！                                   | JR東日本会長                                        | 冨田哲郎            |
| 11月1日  | 創業1805年の老舗和菓子店 伝統と革新の･･･ 「幸せ」経営術                                   | 船橋屋8代目当主                                     | 渡辺雅司            |
| 11月8日  | 老舗とんかつチェーンの "人気の秘密" と "知られざる企業改革"                               | 井筒まい泉社長                                      | 岡本猛              |
| 11月15日 | 「拾う」から「選ばれる」へ 老舗3代目のタクシー革命！                                      | 日本交通会長                                        | 川鍋一朗            |
| 11月22日 | 和食チェーンのパイオニアが登場 がんこ一徹！究極のおもてなし術                             | がんこフードサービス代表取締役会長                  | 小嶋淳司            |
| 11月29日 | 絶品スイーツを陰で支える魔法のオーブン！ 倒産を乗り越え生み出した"大逆転ものづくり"       | 七洋製作所代表取締役社長                            | 内山素行            |
| 12月6日  | 大躍進！ららぽーと&都市開発 デベロッパー王者の飽くなき挑戦！                              | 三井不動産代表取締役社長                            | 菰田正信            |
| 12月13日 | 機能性の追求を武器に！スポーツメーカーのサバイバル経営                                    | デサント社長                                        | 石本雅敏            |
| 12月20日 | 快適便利の殿堂！ホームセンターSP 〜深化で進化！魅惑の店＆商品作りの舞台裏〜               | パール金属会長 コメリ社長                           | 高波久雄 捧雄一郎   |

| 1月10日  | 脱下請けで生き残った町工場！魔法のフライパン感動物語                                       | 錦見鋳造社長                                                         | 錦見泰郎                     |
| 1月17日  | 地方発 奇跡のコーヒー店 理想のコーヒーを追求する親子の感動物語                             | サザコーヒー会長 サザコーヒー副社長                                  | 鈴木誉志男 鈴木太郎          |
| 1月24日  | 新薬でインフルエンザと戦う                                                                 | 塩野義製薬社長                                                       | 手代木功                     |
| 1月31日  | 懐かしの石油ファンヒーターで大躍進！ 知られざるヒットメーカー ダイニチの秘密               | ダイニチ工業社長                                                     | 吉井久夫                     |
| 2月7日   | 客を笑顔に 地方を元気に！菓子専門店の独自すぎる経営術                                      | 二木                                                                 | 二木正人                     |
| 2月14日  | 地方の絶品と生産者の"物語"を伝える！ 唯一無二！食べ物付き情報誌の全貌                      | 日本食べる通信リーグ代表理事                                         | 髙橋博之                     |
| 2月21日  | 常識を打ち破る味噌メーカーのサバイバル経営                                                 | マルコメ社長                                                         | 青木時男                     |
| 2月28日  | 「住む」より「楽しむ」家を！ ログハウスで住宅市場の常識覆す独自経営とは                    | アールシーコア社長                                                   | 二木浩三                     |
| 3月7日   | 価格だけで勝負しない 第三の家具メーカーの挑戦！                                            | ワイス・ワイス社長                                                   | 佐藤岳利                     |
| 3月14日  | 町の鶏肉屋さんから 絶品&独自の鶏ビジネス! 失敗だらけの50年戦争                             | トリゼンフーズ会長                                                   | 河津善博                     |
| 3月21日  | 顧客満足度ナンバーワン！ 劇場型グルメ系回転寿司の流儀                                      | 銚子丸会長 銚子丸社長                                                | 堀地ヒロ子 石田満            |
| 3月28日  | 逆襲温泉スペシャル 〜日本の宝を磨いて、町を変えろ！〜                                      | 草津町町長 いせん社長                                                | 黒岩信忠 井口智裕            |
| 4月4日   | 福島発!客も真心で包むまんじゅう屋さんの幸せ経営術                                          | 柏屋 5代目                                                           | 本名善兵衛                   |
| 4月11日  | 倉庫の概念を変えた異色経営者                                                               | 寺田倉庫 CEO                                                         | 中野善壽                     |
| 4月18日  | 京都の老舗 茶筒の生き残り術                                                                | 開花堂 6代目                                                         | 八木隆裕                     |
| 5月2日   | GWに行きたい!リピーター続出! 無名テーマパークが仕掛けた逆転劇の秘密                        | ふなばしアンデルセン公園 園長                                        | 細谷順子                     |
| 5月9日   | 子供に食べさせたい!豆腐のオンリーワンカンパニー                                            | おとうふ工房いしかわ 社長                                            | 石川伸                       |
| 5月16日  | 豆苗をブレイクさせて年商100億円！ 廃業の危機からスプラウトで農業を変える                   | 村上農園 社長                                                        | 村上清貴                     |
| 5月23日  | 楽しくなければスーパーじゃない！ 買い物でワクワクさせる...リアル店舗の逆襲                 | サミット 社長                                                        | 竹野浩樹                     |
| 6月6日   | 「土佐料理」の名付け親！ 地方活性化も図る100年企業                                         | 土佐料理 司 社長                                                     | 竹内太一                     |
| 6月13日  | ２人合わせて164歳！洋食にかける男達の飽くなき挑戦                                          | グリル満天星 社長 グリル満天星 総料理長                              | 三宅尚典 窪田好直            |
| 6月20日  | 地域の健康を守る！異色のドラッグストア                                                     | サンキュードラッグ 社長                                              | 平野健二                     |
| 6月27日  | 社員食堂から刑務所まで 食の総合商社の現場力                                                | エームサービス 社長                                                  | 山村俊夫                     |
| 7月4日   | 北里柴三郎のDNAで売り上げ急拡大 驚異の技術力と熱意で医療に革命を！                         | テルモ 社長                                                          | 佐藤慎次郎                   |
| 7月11日  | ビジネスに永遠はない！変幻自在で挑む 大胆サバイバル戦略                                    | ヤタローグループ 代表                                                | 中村伸宏                     |
| 7月18日  | 絶景&美味「来たれ！夏山スペシャル」 〜続々！ヤマに新たな客を呼び込む男たち〜               | ファイントラック 社長 山と溪谷社 特別編集主幹 御嶽 五の池小屋 小屋番 | 金山洋太郎 萩原浩司 市川典司 |
| 7月25日  | 超ロングセラー・カルピス...発売100年で過去最高売り上げの秘密！                             | アサヒ飲料 社長                                                      | 岸上克彦                     |
| 8月1日   | "簡単・便利"でファン殺到！初心者が熱愛するアウトドアメーカーの秘密                         | ロゴスコーポレーション 社長                                          | 柴田茂樹                     |
| 8月8日   | 倒産危機から奇跡の復活！メガネ業界の風雲児 不死鳥伝説                                      | オンデーズ 社長                                                      | 田中修治                     |
| 8月15日  | 十勝産の食材で農家と共存！地域密着型のパン屋さん                                           | 満寿屋商店 会長 満寿屋商店 社長                                      | 杉山輝子 杉山雅則            |
| 8月22日  | 餃子ブーム！陰で支える町工場の「餃子革命」                                                 | 東亜工業 社長                                                        | 請井正                       |
| 8月29日  | おいしい野菜宅配トップ3が大連合！ 〜顧客調査で急成長する食卓革命の全貌〜                   | オイシックス･ラ･大地 社長                                            | 髙島宏平                     |
| 9月5日   | とことん患者目線で常に進化！人気病院"亀田"の革新経営の全貌                                 | 亀田メディカルセンター 理事長                                        | 亀田隆明                     |
| 9月12日  | 錫100%の技術力と魅惑のデザインで客を魅了 下請け鋳物工場が世界に羽ばたいた秘密！            | 能作 社長                                                            | 能作克治                     |
| 9月19日  | 世界が認めるメード・イン・ジャパン 失敗から宝を生み出す地方メーカー                        | カイハラ 会長                                                        | 貝原良治                     |
| 9月26日  | 宿題・定期テストは廃止！ 教育の常識を打ち破った 驚き公立中学の秘密                         | 千代田区立麹町中学校 校長                                            | 工藤勇一                     |
| 10月3日  | 業界トップを追いかけない！ 新市場を切り拓く 新生・湖池屋の挑戦                             | 湖池屋 社長                                                          | 佐藤章                       |
| 10月10日 | 伝統と革新で成長、業界唯一無二の喫茶店                                                     | 銀座ルノアール 社長                                                  | 小宮山誠                     |
| 10月17日 | 迷ったら茨の道を行け！激安オーダースーツで業界に風穴                                       | オーダースーツSADA 社長                                              | 佐田展隆                     |
| 10月24日 | 縮小市場でも成長を続ける奇跡の経営 世界に醤油を広めたレジェンドが指南！                    | キッコーマン 名誉会長                                                | 茂木友三郎                   |
| 10月31日 | 一流デザイナーが絶賛する技術力！ ファンが熱狂する家具メーカーの秘密                        | 天童木工 社長                                                        | 加藤昌宏                     |
| 11月7日  | 人口3300人の村に190万人の来訪者！ 「何もない」村に奇跡を呼んだ"プレミアム道の駅"の全貌！！ | 田園プラザ川場 社長                                                  | 永井彰一                     |
| 11月14日 | 逸品ぞろいで女性が熱狂！「食のセレクトショップ」大解剖！                                   | ウェルカム代表                                                       | 横川正紀                     |
| 11月21日 | 従業員の幸せが会社を強くする！ 老舗せんべいメーカーの感動復活劇                            | 小松製菓                                                             | 小松務                       |
| 11月28日 | 元銀行マン!異色の僧侶が挑む 築地本願寺経営大改革                                           | 浄土真宗本願寺派 築地本願寺 宗務長                                   | 安永雄玄                     |
| 12月5日  | 最先端"雑貨"に執念を燃やして30年！ ロフト流、暮らしがときめく商品＆店づくり                | ロフト 社長                                                          | 安藤公基                     |
| 12月12日 | ニッポンの風呂文化を支えて90年 ロングセラーの入浴剤"バスクリン"                            | バスクリン 社長                                                      | 古賀和則                     |
| 12月19日 | 年末拡大「元気すぎる創業者 大逆転SP」 〜引退からの挑戦！なぜ奇跡は起きたのか？〜           | ファンケル 創業者 ジャパネットたかた 創業者                          | 池森賢二 髙田明              |

| 1月9日   | 次世代ビジネスの挑戦者たち(1) 世の中にないものを生み出せ 夢の翻訳機への挑戦！                                               | ソースネクスト 社長                                                                   | 松田憲幸                            |
| 1月16日  | 次世代ビジネスの挑戦者たち（2） 日本発「メルカリ」徹底解剖！                                                                | メルカリ 社長                                                                         | 山田進太郎                          |
| 1月23日  | 働く人の「困った」を解決して大躍進！ 知られざる「ミドリ安全」の秘密                                                         | ミドリ安全社長                                                                        | 松村不二夫                          |
| 1月30日  | 仕掛け人はフランス人弓道家！？ 高級チョコの売り上げを３倍にした「正射必中」のビジネス論                                     | ゴディバジャパン 社長                                                                 | ジェローム・シュシャン              |
| 2月6日   | シリーズ企画「大失敗社長の逆転劇 第1弾」 "ユニクロ野菜"の大失敗から年商2300億円！ 激安&大満足アパレルでカリスマを唸らせた男 | ジーユー 社長                                                                         | 柚木治                              |
| 2月13日  | シリーズ企画「大失敗社長の逆転劇 第2弾」 低迷から大復活！新生・ケンタッキーの舞台裏                                         | 日本ケンタッキー・フライド・チキン 社長                                               | 近藤正樹                            |
| 2月20日  | 世界トップシェアが続々... 失敗を恐れない技術屋集団の復活劇！                                                                | 日本ガイシ 社長                                                                       | 大島卓                              |
| 2月27日  | 京都の老舗がコメの価値観を変える！                                                                                          | 八代目儀兵衛 社長                                                                     | 橋本隆志                            |
| 3月5日   | ジリ貧の下請け工場が斬新ヒット商品を連発！ 弱小を鍛え上げる！ものづくり必勝法                                               | セメントプロデュースデザイン 社長                                                     | 金谷勉                              |
| 3月12日  | レジェンドVS外食猛者90分SP 〜絶品店で苦境の外食を変えろ！〜                                                                 | すかいらーく 創業者 ペッパーフードサービス 社長 岩瀬串店 代表 オリエンタルフーズ 社長 | 横川竟 一瀬邦夫 大橋智和 米田勝栄   |
| 3月19日  | 幼児から高齢者までを徹底サポート 教育と医療福祉の2本柱で驚異のV字回復                                                       | 学研ホールディングス 社長                                                             | 宮原博昭                            |
| 3月26日  | ニッポン企業・大改革シリーズ 第1弾 知られざるローソン コンビニ未来宣言                                                      | ローソン 社長                                                                         | 竹増貞信                            |
| 4月2日   | ニッポン企業・大改革時代 第2弾！ 巨艦パナは変われるか？ 凄腕"出戻り"の挑戦                                                  | パナソニック 専務                                                                     | 樋口泰行                            |
| 4月9日   | 世界を変える医療 第1弾 ボランティアが殺到！どんな患者も断らないNPO                                                          | ジャパンハート 最高顧問・小児外科医                                                   | 吉岡秀人                            |
| 4月16日  | 次世代ビジネスの挑戦者たち 第3弾！ 社会貢献の新潮流を生む 若き起業家の挑戦                                                  | ボーダレス・ジャパン 社長                                                             | 田口一成                            |
| 4月23日  | 世界を変える医療 第2弾 【もう神の手はいらない!?VRで最先端医療】                                                             | Holoeyes 共同創業者 COO                                                               | 杉本真樹                            |
| 4月30日  | コロナショックに負けない！ 外食不況を救う「出前改革」                                                                       | 出前館 社長                                                                           | 中村利江                            |
| 5月7日   | 特別総集編"世界最強"創業者スペシャル 大ピンチに生き残る経営！                                                               | アマゾン 創業者 ダイソン 創業者                                                       | ジェフ・ベゾス ジェームズ・ダイソン |
| 5月14日  | ピンチをチャンスに変えるSP 〜どんな危機も乗り越える！変幻自在のスゴい企業〜                                                 | 富士フイルムホールディングス 会長 アイリスオーヤマ 会長                               | 古森重隆 大山健太郎                 |
| 5月21日  | 巣ごもり生活を美味しい食で笑顔に！ 安心&絶品だらけのセレクトショップ                                                        | スマイルサークル 社長                                                                 | 岩城紀子                            |
| 5月28日  | 新型コロナに立ち向かう！不屈の経営者SP                                                                                      | 吉寿屋相談役 ブーランジェリーエリックカイザージャポン社長                             | 神吉武司 木村周一郎                 |
| 6月4日   | 従業員600人の解雇は「英断」だったのか？ 新型コロナに翻弄されたタクシー会社を独占密着！                                      | ロイヤルリムジン社長                                                                  | 金子健作                            |
| 6月11日  | 絶対に諦めない鉄道会社 なんでもありのサバイバル経営術                                                                       | 銚子電気鉄道社長                                                                      | 竹本勝紀                            |
| 6月18日  | コロナに挑んだ100年のものづくり！                                                                                           | 島津製作所会長 テルモ社長                                                             | 中本晃 佐藤慎次郎                   |
| 6月25日  | コロナ危機で真価を発揮 素材の力で日本を救う！知られざるアキレスの全貌                                                       | アキレス社長                                                                          | 伊藤守                              |
| 7月2日   | 社員の「わがまま」とことん聞いて業績アップ!? ブラック企業から大変身！コロナ禍で在宅100%                                     | サイボウズ社長                                                                        | 青野慶久                            |
| 7月9日   | アフターコロナの商機をつかむ！ 変革の時代に立ち向かう挑戦者たちSP                                                           |                                                                                       |                                     |
| 7月16日  | "巣ごもり消費"からDIY人気が急拡大中！ 廃業危機の工具問屋を"DIYのアマゾン"に大改造した娘婿                                   | 大都社長                                                                              | 山田岳人                            |
| 7月23日  | ピンチの裏側にはチャンスがある！ コロナ危機を飛躍に変えるレジェンド経営者の挑戦                                             | 日本電産会長                                                                          | 永守重信                            |
| 7月30日  | 変化を恐れない！食の勇者たち                                                                                                | 羽田市場代表 ウェルカム代表                                                           | 野本良平 横川正紀                   |
| 8月6日   | オンラインで説法も法要も！ウィズコロナ時代の寺改革                                                                          | 浄土真宗本願寺 派築地本願寺 宗務長                                                    | 安永雄玄                            |
| 8月13日  | 梅酒で日本の夏を元気に！ 進化を続ける最強田舎企業の全貌                                                                     | チョーヤ梅酒社長                                                                      | 金銅重弘                            |
| 8月20日  | 未曾有の危機 日本観光の生き残り策！                                                                                         | 星野リゾート代表                                                                      | 星野佳路                            |
| 8月27日  | 大手・家電量販店に負けない！ 街の電器店が挑んだ！驚きサバイバル術                                                           | コスモスベリーズ創業者                                                                | 三浦一光                            |
| 9月03日  | | コパ・コーポレーション代表 幹部                                                       | 吉村泰助 レジェンド松下             |
| 9月10日  | 700回記念SP 絶体絶命のピンチに挑む“逆境のプロ”                                                                              | エイチ・アイ・エス会長兼社長                                                          | 澤田秀雄                            |
| 9月17日  | 外食・大量閉店時代でも躍進！ 知られざる丸亀製麺のサバイバル術                                                               | トリドールホールディングス社長                                                        | 粟田貴也                            |
| 9月24日  | 「あなたの気象台」になりたい！ 世界最大級の民間気象会社の全貌                                                               | ウェザーニューズ代表取締役社長                                                        | 草開千仁                            |
| 10月1日  | 次世代ビジネスの挑戦者たち（4） 売れない時代に売る極意！                                                                    | メロウ共同代表 バニッシュ・スタンダード社長                                           | 石澤正芳 小野里寧晃                 |
| 10月8日  | コロナ危機に立ち向かう北海道！ 地方復活のヒントを探る                                                                       | 北海道 夕張市長 北海道知事                                                            | 鈴木直道                            |
| 10月15日 | コロナでも快進撃！ スイーツのシャトレーゼの独自戦略                                                                         | シャトレーゼ会長                                                                      | 齊藤寛                              |
| 10月22日 | 新型コロナでフル稼働 "消毒"で世界を救え！ ヤシノミ洗剤の会社が大活躍の秘密                                                  | サラヤ会長                                                                            | 更家悠介                            |
| 10月29日 | 万能調味料から特保まで 小さな一粒から無限のビジネス展開                                                                     | カンロ社長                                                                            | 三須和泰                            |
| 11月5日  | コロナでも大躍進 途上国の雇用守るマザーハウス                                                                               | マザーハウス社長                                                                      | 山口絵理子                          |
| 11月12日 | デカ盛り・激安だけじゃない！ 圧倒的差別化で再ブレークした業務スーパーの秘密                                                 | 神戸物産社長                                                                          | 沼田博和                            |
| 11月19日 | 不用品に命を吹き込む リサイクル革命の全貌に迫る！                                                                           | エコリング代表                                                                        | 桑田一成                            |
| 11月26日 | 巨大ビール会社を大改造せよ！ 変化を恐れないキリンの挑戦                                                                     | キリンHD社長                                                                          | 磯崎功典                            |
| 12月3日  | 個店主義に客が殺到！ 全国制覇を実現させたコメダ珈琲店の新戦略                                                               | コメダHD社長                                                                          | 臼井興胤                            |
| 12月10日 | バウムクーヘン100年 職人とAIで菓子業界を救え！                                                                              | ユーハイム社長                                                                        | 河本英雄                            |
| 12月17日 | 危機に打ち勝つ！ アパレル業界に旋風を巻き起こす作業服専門店                                                                 | ワークマン社長                                                                        | 小濱英之                            |
| 12月24日 | 33年連続の増収増益を実現！ 家具の王者・ニトリが大変貌した秘密                                                               | ニトリホールディングス会長                                                            | 似鳥昭雄                            |

### 2021年 - 2024年
| 1月7日   | 全国から客殺到！ 異端児が仕掛ける新時代ベーカリー                                                          | ウルトラキッチン社長                                         | 杉窪章匡                 |
| 1月14日  | 急成長を遂げる飲食業界の黒船 知られざるウーバーイーツの舞台裏                                              | Uber Eats日本代表                                            | 武藤友木子               |
| 1月21日  | 3時のおやつはカステラだけじゃない！ 老舗・文明堂 お婿さん社長の奮闘記                                      | 文明堂東京社長                                               | 宮﨑進司                 |
| 1月28日  | "応援購入"でヒット連発！話題のマクアケ もっと日本からワクワク商品を生み出せ！                              | マクアケ社長                                                 | 中山亮太郎               |
| 2月4日   | ステイホームでヘルシーに！ ここまで美味しくなった"大豆ミート" 60年にわたる黒子企業の挑戦とは!?             | 不二製油グループ本社社長                                     | 清水洋史                 |
| 2月11日  | お困りごとをスッキリ解決！ 新時代ビジネスの全貌                                                            | 弁護士ドットコム社長                                         | 内田陽介                 |
| 2月18日  | 唯一無二！感動接客でリピーター続出！ お家騒動を乗り越えた家電チェーンの舞台裏                              | ノジマ社長                                                   | 野島廣司                 |
| 2月25日  | 外食"非常事態"SP 〜知られざる未来への死闘〜                                                                | すかいらーく創業者 ワタミ会長 TGAL社長                       | 横川竟 渡邉美樹 河野恭寛 |
| 3月4日   | 1坪ショップの仕掛け人が挑む！ コロナ禍で儲かる店                                                           | 生産者直売のれん会社長                                       | 黒川健太                 |
| 3月11日  | 大震災で起業を決意した28歳 世界No.1レシピ動画サイト「クラシル」で 美味しい手料理を急拡大！若き挑戦を追う！ | dely社長                                                     | 堀江裕介                 |
| 3月18日  | 独自商品でヒット連発！ 湘南生まれの地元密着スーパー                                                        | スズキヤ社長                                                 | 中村洋子                 |
| 3月25日  | 知らない間に大変貌！ モスバーガー復活の舞台裏                                                              | モスフードサービス社長                                       | 中村栄輔                 |
| 4月1日   | 密着！佐藤可士和 企業を勝ち組に変える秘密                                                                  | サムライ代表・クリエイティブディレクター                     | 佐藤可士和               |
| 4月8日   | 独自路線をひた走る 町中華チェーンの全貌                                                                    | イートアンドホールディングス会長                             | 文野直樹                 |
| 4月15日  | 社員の副業 大歓迎！ 老舗企業ロート 進化の全貌                                                              | ロート製薬会長                                               | 山田邦雄                 |
| 4月22日  | デザインで価値を一変！ "可士和改革"の最前線                                                                | サムライ代表・クリエイティブディレクター                     | 佐藤可士和               |
| 4月29日  | 新時代の幕開け！ アサヒビールの戦略に迫る                                                                  | アサヒビール社長                                             | 塩澤賢一                 |
| 5月6日   | "高嶺の花"に手が届く！ 独自すぎるブランド戦略                                                              | メルセデス・ベンツ日本社長                                   | 上野金太郎               |
| 5月13日  | 「食べチョク」急成長の秘密                                                                                 | ビビッドガーデン社長                                         | 秋元里奈                 |
| 5月20日  | 進化するイケア！都心戦略の全貌に迫る！                                                                     | イケア・ジャパン代表取締役社長                               | ヘレン・フォン・ライス   |
| 5月27日  | コーヒー文化の鍵を握る 100年企業の次なる挑戦                                                               | キーコーヒー社長                                             | 柴田裕                   |
| 6月3日   | 異色経営者が挑む！ スシロー革命の全貌                                                                      | FOOD & LIFE COMPANIES社長                                    | 水留浩一                 |
| 6月10日  | パン業界のフロンティア 老舗 木村屋總本店の挑戦                                                             | 木村屋總本店社長                                             | 木村光伯                 |
| 6月17日  | 学歴ナシの天才発明家 知られざる問題解決力の秘密                                                            | NejiLaw社長                                                  | 道脇裕                   |
| 6月24日  | 客に幸せをもたらす スターバックスジャパンの戦略                                                            | スターバックス コーヒー ジャパン CEO                         | 水口貴文                 |
| 7月1日   | 外食に楽しさを！驚異の焼肉集団の秘密                                                                       | 物語コーポレーション特別顧問 物語コーポレーション社長        | 小林佳雄 加藤央之        |
| 7月8日   | 300年超の老舗が挑む "工芸大国ニッポン"復活の秘策！                                                         | 中川政七商店 13代                                            | 中川政七                 |
| 7月15日  | スープを主役に変えた！常識破りのファストフード店                                                           | スマイルズ社長                                               | 遠山正道                 |
| 7月22日  | 売ってよし買ってよし！ リユース業界No.1 ゲオの全貌                                                         | ゲオホールディングス社長                                     | 遠藤結蔵                 |
| 8月5日   | 突っ張り棒でスッキリ！ 孫娘の大逆転劇                                                                      | 平安伸銅工業社長 平安伸銅工業常務                            | 竹内香予子 竹内一紘      |
| 8月12日  | 新浪流「やってみなはれ」の神髄                                                                             | サントリーホールディングス社長                               | 新浪剛史                 |
| 8月19日  | 客を惹きつける極意！                                                                                       | 刀CEO                                                        | 森岡毅                   |
| 8月26日  | "日本向け"で驚きの進化 ティファール大躍進の秘密！                                                          | グループセブ ジャパン社長                                    | アンドリュー・ブバラ     |
| 9月2日   | 新商品はいらない！？ 定番を進化させる独自戦略                                                              | 森永製菓社長                                                 | 太田栄二郎               |
| 9月9日   | 家族主義で売り上げ倍増！ 次世代"働き方改革"の秘密                                                          | 万松青果会長                                                 | 中路和宏                 |
| 9月16日  | 初公開！カップヌードル 累計500億食の裏側                                                                   | 日清食品社長                                                 | 安藤徳隆                 |
| 9月23日  | 偉大なる発明を超えろ！ 日清食品 強さの秘密                                                                 | 日清食品社長                                                 | 安藤徳隆                 |
| 9月30日  | イノベーションを生み出す！ “変な会社”の驚きサバイバル術                                                    | 三島食品会長                                                 | 三島豊                   |
| 10月14日 | スノーピーク 「都会でキャンプ」の新戦略                                                                    | スノーピーク会長                                             | 山井太                   |
| 10月21日 | ジャパネット2代目 脱カリスマ経営の全貌！                                                                   | ジャパネットホールディングス社長                             | 髙田旭人                 |
| 10月28日 | 新ビジネスが続々！ 知られざる家具会社の秘策                                                                | 関家具社長                                                   | 関文彦                   |
| 11月4日  | スタバ1強時代に立ち向かう 猿田彦珈琲 新戦略の舞台裏！                                                      | 猿田彦珈琲代表                                               | 大塚朝之                 |
| 11月11日 | 望みを叶える魔法の道具店 驚きの喜ばせ経営とは                                                              | 飯田屋6代目社長                                              | 飯田結太                 |
| 11月18日 | 漬物だけじゃない 京漬物店の伝統と革新                                                                      | 西利社長                                                     | 平井誠一                 |
| 11月25日 | オフィスから椅子まで 知られざるものづくり                                                                  | オカムラ社長                                                 | 中村雅行                 |
| 12月2日  | 他とは違うスーパー 紀ノ国屋の独自戦略                                                                      | 紀ノ国屋社長                                                 | 富田勝己                 |
| 12月9日  | 少子化時代に喝！ 千葉・流山の人集め戦術                                                                    | 流山市市長                                                   | 井崎義治                 |
| 12月16日 | 驚きのアイデアで客を掴む 外食！反転攻勢スペシャル                                                          | 高倉町珈琲会長 ロイヤルホールディングス社長 俺カンパニー社長 | 横川竟 黒須康宏 山本昇平 |
| 12月23日 | カセットこんろの王者が挑む 新時代エネルギー革命！                                                          | 岩谷産業会長兼CEO                                            | 牧野明次                 |

| 1月6日   | 食べ歩きブームの火付け役 横浜中華街 江戸清の挑戦！            | 江戸清会長                                             | 高橋伸昌               |
| 1月13日  | 大手メーカーに負けない 革新的！商品開発の極意                 | サトウ食品社長                                         | 佐藤元                 |
| 1月20日  | 素材と味にこだわって成長！ レトルト業界の黒子企業             | にしき食品会長兼社長                                   | 菊池洋                 |
| 1月27日  | 破天荒社長が手がける！ ワクワク雑貨チェーン                   | オーサム社長                                           | 堀口康弘               |
| 2月3日   | 新業態を続々オープン！ 巨大和食チェーン大躍進の全貌           | SRSホールディングス会長                                | 重里欣孝               |
| 2月10日  | 崖っぷち下請け企業の大逆転劇                                  | 松山油脂社長                                           | 松山剛己               |
| 2月17日  | 巨大イノベーション企業 3Mジャパンの商品開発力                 | スリーエム ジャパン社長                                | 宮崎裕子               |
| 2月24日  | 日本の"うまいもん"を届ける！ グルメ通販の仕掛け人             | 食文化社長                                             | 萩原章史               |
| 3月3日   | 殺虫剤だけじゃない！ 日用品でヒット連発のアース製薬           | アース製薬社長                                         | 川端克宜               |
| 3月10日  | 日本の胃袋 鷲摑みの秘密 最強"国民食"スペシャル                | 日清食品社長 FOOD & LIFE COMPANIES社長                 | 安藤徳隆 水留浩一      |
| 3月17日  | 美味しいまま保存できる！ 知られざる冷凍革命の全貌             | テクニカン社長                                         | 山田義夫               |
| 3月24日  | 洗濯を変えて生活が変わる 進化するコインランドリー             | OKULAB（オクラボ）代表取締役                           | 永松修平 久保田淳      |
| 3月31日  | 地方にチャンスと宝あり！ "伝説の男"不屈の挑戦                 | オフィス内田会長                                       | 内田勝規               |
| 4月7日   | 劣等感を武器に変える！ 次世代建築家の驚き仕事術               | SUPPOSE DESIGN OFFICE代表                              | 谷尻誠                 |
| 4月14日  | 新戦略「大人のレゴ」の全貌                                    | レゴジャパン社長                                       | 長谷川敦               |
| 4月21日  | 全国170万店が参加！ 新時代ネットショッピング「BASE」          | BASE社長                                               | 鶴岡裕太               |
| 4月28日  | メード・イン・ジャパンで快進撃 ガレージで生まれた異色メーカー | マウスコンピューター社長                               | 小松永門               |
| 5月5日   | コンビニ・スーパーに頼らない 自販機に賭けるダイドードリンコ   | ダイドーグループホールディングス社長                   | 高松富也               |
| 5月12日  | 室内を見違える空間に！ 家具の新勢力 驚きの全貌                | リビングハウス社長                                     | 北村甲介               |
| 5月19日  | リーズナブルでリッチな気分 新感覚！豪華 四つ星ホテル          | カンデオ・ホスピタリティ・マネジメント会長兼社長       | 穂積輝明               |
| 5月26日  | アルバイトから業界トップに！ "負けない男"格闘の舞台裏         | KeePer技研会長                                         | 谷好通                 |
| 6月2日   | 効率の悪い業界に変革を！ 「ラクスル」急拡大の秘密             | ラクスル社長                                           | 松本恭攝               |
| 6月9日   | 昭和のシンボル 東京タワー 新しくて懐かしい令和大改革          | 東京タワー社長                                         | 前田伸                 |
| 6月16日  | 社員一人一人をスターに！ 危機を突破する「面白集団」           | ビームス社長                                           | 設楽洋                 |
| 6月23日  | 廃業寸前から業界トップへ！ サーモス 復活の舞台裏              | サーモス社長                                           | 片岡有二               |
| 6月30日  | 倒産寸前の町工場 奇跡の大逆転                                 | エアウィーヴ会長兼社長                                 | 高岡本州               |
| 7月7日   | 斜陽産業でも大躍進！ 知られざるキタムラ復活劇                 | キタムラ・ホールディングス社長                         | 武田宣                 |
| 7月14日  | 店舗を増やさず成長遂げる 驚きの「のんき経営術」               | メルヘン社長                                           | 原田純子               |
| 7月21日  | おいしいだけじゃない！ 知られざる健康戦略の全貌               | 明治社長                                               | 松田克也               |
| 7月28日  | エンタメを極めて120年 ピンチに攻める！松竹                    | 松竹社長                                               | 迫本淳一               |
| 8月4日   | 安いだけじゃない！スーパー「西友」の大改革                    | 西友社長                                               | 大久保恒夫             |
| 8月11日  | 大復活の"どん底"メーカー 熱烈ファンを作る極意                 | ヤッホーブルーイング社長                               | 井手直行               |
| 8月18日  | トマトの会社から野菜の会社に カゴメ 健康ビジネスの全貌        | カゴメ社長                                             | 山口聡                 |
| 8月25日  | 自分で動ける希望を生み出す "魔法の車いす"の秘密！             | TESS社長                                               | 鈴木堅之               |
| 9月1日   | スーパーでは買えない！ 激レア&美味なお菓子ベンチャー          | スナックミー社長                                       | 服部慎太郎             |
| 9月8日   | 800回スペシャル 秋元康 激流を掴む秘密                         | 作詞家、プロデューサー                                 | 秋元康                 |
| 9月15日  | 800回SP 第二弾 秋元康 激流を攻略せよ！                        | 作詞家、プロデューサー                                 | 秋元康                 |
| 9月22日  | 800回記念スペシャル リクルート徹底解剖！                      | リクルートホールディングス社長                         | 出木場久征             |
| 9月29日  | 激流に勝ち2兆円企業 これがリクルートの神髄だ                  | リクルートホールディングス社長                         | 出木場久征             |
| 10月7日  | 借金4億円を背負った男 愛と執念の経営術！                      | ひまわり市場社長                                       | 那波秀和               |
| 10月13日 | 稀代のヒットメーカー 鉄道から街へ広がる"感動体験"             | ドーンデザイン研究所代表取締役                         | 水戸岡鋭治             |
| 10月20日 | 世界が認めるメードインジャパンの大逆転劇                      | コジマ技研工業社長                                     | 小嶋道弘               |
| 10月27日 | "お風呂以外"で勝負する 業界異端児の逆襲！                     | 温泉道場社長                                           | 山﨑寿樹               |
| 11月3日  | 売り手 買い手 世間まで！ 三方良しビジネスの舞台裏             | クラダシ社長                                           | 関藤竜也               |
| 11月10日 | テレ東経済WEEK グローバルの終焉 ローカルの覚醒                | たねやCEO 雨風太陽代表                                 | 山本昌仁 高橋博之      |
| 11月17日 | テレ東経済WEEK 日本流改革で驚異の復活劇                       | クリスピー・クリーム・ドーナツ・ジャパン代表取締役社長 | 若月貴子               |
| 11月24日 | 100円系では体験できない 高級路線の回転寿司チェーン            | エムアンドケイ社長                                     | 木下孝治               |
| 12月1日  | 世界的企業デロンギ 家電革命の全貌                             | デロンギ・ジャパン社長                                 | 杉本敦男               |
| 12月8日  | 常識破りのスペシャリスト集団 「チームラボ」の正体             | チームラボ代表                                         | 猪子寿之               |
| 12月15日 | 業界トップの老舗メーカー 知られざるフロンティア精神           | 紀文食品社長                                           | 堤裕                   |
| 12月22日 | アツアツ戦略でシェアを伸ばす 「ドミノ・ピザ」復活の舞台裏！   | ドミノ・ピザ ジャパン代表取締役                        | ジョシュ・キリムニック |

| 1月5日   | 車ではなく未来を作れ！ 生き残りをかけたホンダの挑戦             | 本田技研工業社長                            | 三部敏宏          |
| 1月12日  | アウトレットも！ビジネス街も！ 「丸の内の大家」が大改造         | 三菱地所社長                                | 吉田淳一          |
| 1月19日  | 廃番の危機から奇跡の復活！ ウタマロの秘密に迫る                 | 東邦社長                                    | 西本武司          |
| 1月26日  | 料理好きが通いたくなる 大躍進！地方スーパーの逆襲               | マミーマート社長                            | 岩崎裕文          |
| 2月2日   | 1000年の技＆アイデア 業界を復活！豆腐店の物語                   | 相模屋食料社長                              | 鳥越淳司          |
| 2月9日   | 「大転職時代」の火付け役 ビズリーチの衝撃                       | ビジョナル社長                              | 南壮一郎          |
| 2月16日  | 究極のせんべい作りに挑む 新潟発 執念のモノづくり                | 岩塚製菓社長                                | 槇春夫            |
| 2月23日  | 子供にも履かせたい！ 真っ正直なものづくりの全貌                 | ニューバランスジャパン社長                  | 久保田伸一        |
| 3月2日   | リユース業界に変革を！ 人財を作るブックオフ流経営術             | ブックオフグループホールディングス社長      | 堀内康隆          |
| 3月9日   | 万年4位からの下克上！ 「伊藤忠」強さの秘密                      | 伊藤忠商事社長COO                           | 石井敬太          |
| 3月16日  | 旧カネボウ破綻から19年 "余り物"が復活できた理由                 | クラシエホールディングス社長執行役員        | 岩倉昌弘          |
| 3月24日  | 鉄道だけじゃなく街づくりでも大躍進！ 生き残りをかけた東急の挑戦 | 東急社長                                    | 髙橋和夫          |
| 3月30日  | 新ビジネスを生み出す！ 京セラ式「ものづくり革命」               | 京セラ10代目社長                            | 谷本秀夫          |
| 4月6日   | 客を魅了するバスツアー 常識を打ち破るエンタメ戦略               | 日の丸自動車興業社長 日の丸自動車興業副社長 | 富田浩安 富田哲史 |
| 4月13日  | 素敵な生活が実現！ 新たな時代のモノの売り方                     | クラシコム社長 クラシコム取締役             | 青木耕平 佐藤友子 |
| 4月20日  | "関西の老舗" 破綻からの復活劇                                   | カネテツデリカフーズ会長                    | 村上健            |
| 4月27日  | 旅を手軽に！お得に！ ホテルのサブスク「ハフ」の全貌             | KabuK Style（カブクスタイル） 社長          | 砂田憲治          |
| 5月4日   | 失敗から新ビジネスを生む 異色チェーンの舞台裏！                 | アークランズ社長                            | 坂本晴彦          |
| 5月11日  | 地域再生と生き残りを懸けた 長崎発！陶器商社の全貌               | 西海陶器会長                                | 児玉盛介          |
| 5月18日  | 急成長！格安ステーキ店 アメリカ仕込みの型破り経営術             | ディーズプランニング社長                    | 義元大蔵          |
| 6月1日   | こだわりパンが楽しめる！ 次世代ベーカリービジネス               | パンフォーユー社長                          | 矢野健太          |
| 6月8日   | 世界トップシェアの町工場 驚きの"人材活用術"とは！？             | メトロール 社長                             | 松橋卓司          |
| 6月15日  | 日本最大級"住宅サイト" 古い業界を一変させる戦い                 | LIFULL社長                                  | 井上高志          |
| 6月22日  | 不屈の職人集団 新時代 ものづくりの全貌                          | 浜野製作所社長                              | 浜野慶一          |
| 6月29日  | 現代人を山に呼び戻す！ 異色起業家の戦い！                       | ヤマップCEO                                 | 春山慶彦          |
| 7月6日   | 急拡大！"トレファク" 知られざるリサイクル最前線                 | トレジャー・ファクトリー社長                | 野坂英吾          |
| 7月13日  | ガイドブックからミステリー本 「地球の歩き方」の飽くなき挑戦     | 地球の歩き方社長                            | 新井邦弘          |
| 7月20日  | 躍進する小泉成器 二刀流ビジネスの舞台裏                         | 小泉成器会長                                | 田中裕二          |
| 7月27日  | 日本の独自の戦略で復活！ フライングタイガー 執念の闘い          | ゼブラジャパンCEO                           | 松山恭子          |
| 8月3日   | 住民の意識を変えて復活 新時代の地方再生術！                     | マチモリ代表                                | 市来広一郎        |
| 8月10日  | 倒産の危機を乗り越えた 第三セクター 復活の舞台裏！              | 岩泉ホールディングス社長                    | 山下欽也          |
| 8月17日  | 敬護の精神で全面サポート 頼れるスーパー介護施設！               | リハプライム社長                            | 小池修            |
| 8月24日  | 絶品ベーカリーを生み出す プロデュース集団の全貌                 | ダイユー会長 ダイユー社長                   | 星野良信 星野理絵 |
| 8月31日  | 失敗を恐れない！ 老舗文具メーカー あくなき挑戦                  | コクヨ社長                                  | 黒田英邦          |
| 9月7日   | 巨大企業なのに"ベンチャー" TOPPAN快進撃の裏側！                 | 凸版印刷社長                                | 麿秀晴            |
| 9月14日  | 老舗"家庭用品"メーカー 「象印」ものづくりの全貌                 | 象印マホービン社長                          | 市川典男          |
| 9月21日  | 患者ファーストを追求する 異端児ドクターの挑戦！                 | おおこうち内科クリニック院長                | 大河内昌弘        |
| 9月28日  | スポーツの「ミズノ」が快進撃 知られざるビジネスの全貌           | ミズノ社長                                  | 水野明人          |
| 10月5日  | 現代のプラントハンター 「人々を魅了する」驚きの仕事術           | そら植物園代表                              | 西畠清順          |
| 10月12日 | 過疎の町から世界へ躍進 サツマイモ ビジネスの全貌                | くしまアオイファーム会長                    | 池田誠            |
| 10月19日 | 鬼速！新世代ネットスーパー 快進撃の舞台裏に迫る                 | OniGO（オニゴー）CEO                        | 梅下直也          |
| 10月26日 | 独占取材！アイロボット 革命児が見据える未来                     | IRobot 創業者 CEO                           | コリン・アングル  |
| 11月2日  | レジャーを大胆リニューアル 謎のIT企業の舞台裏!                  | デジサーフ 社長                             | 高橋佳伸          |
| 11月9日  | スパイスを極めた百年企業 エスビー食品 驚きの商品開発術          | エスビー食品 社長                           | 池村和也          |
| 11月16日 | 十人十色の武器を育てる 通信制高校 教育革命の全貌                | N高等学校 校長                              | 奥平博一          |
| 11月23日 | シャウエッセンを超えろ! 巨大食肉メーカーの大改革                | 日本ハム 社長                               | 井川伸久          |
| 11月30日 | 菓子作りの常識を打ち破れ! 名店を進化させる2代目の挑戦           | 北海道コンフェクトグループ 社長             | 長沼真太郎        |
| 12月7日  | テレ東経済WEEK 第1弾 王者セブン-イレブン 次なる闘い方           | セブン-イレブン 社長                        | 永松文彦          |
| 12月14日 | テレ東経済WEEK 第2弾！ 1円でも稼ぐ！地獄を見たANAの新戦略       | ANAホールディングス 社長                    | 芝田浩二          |
| 12月21日 | 栗山英樹流 ビジネスに生きる 世界一の組織活性術                  | 2023 WBC日本代表 監督                       | 栗山英樹          |

| 1月4日   | 物価高に負けない 足立区スーパー 安さの秘密と商魂                | ゑびすや商店 最高顧問、同 社長                | 唐鎌秀貢、唐鎌孝行 |
| 1月11日  | 久遠チョコレートの奇跡 20年の格闘の物語                         | 久遠チョコレート 社長                         | 夏目浩次           |
| 1月18日  | 生活がどんどん便利になる! "日本流"アマゾンの全貌                | アマゾンジャパン 社長                         | ジャスパー・チャン |
| 1月25日  | 不採算店も続々復活! "真の客目線"戦略の秘密                      | サガミホールディングス 会長                   | 鎌田敏行           |
| 2月1日   | 中小企業の救世主! ヒットを生む逆転の発想力                      | Kenma 代表                                    | 今井裕平           |
| 2月8日   | 意外すぎる新商品が続々! 激安もやしで快進撃の秘密                | サラダコスモ 社長                             | 中田智洋           |
| 2月15日  | "オンリーワン"の価値をつけろ! 急拡大ホテルグループの全貌        | マイステイズ・ホテル・マネジメント 会長       | 山本俊祐           |
| 2月29日  | 銀座・浅草の顔!?「松屋」 逆風下のサバイバル術                   | 松屋 社長                                     | 古屋毅彦           |
| 3月7日   | 社会課題を克服する! "異次元の発想力"の全貌                      | ネジロウ 社長                                 | 道脇裕             |
| 3月14日  | 商売の本質を見極めろ! 常識を超える問屋ビジネス                  | トラスコ中山 社長                             | 中山哲也           |
| 3月21日  | 次の勝者は? 外食10年戦争スペシャル                              | 高倉町珈琲 会長                               | 横川竟             |
| 3月28日  | 次なる勝者は? 回転寿司 10年の格闘                               | 高倉町珈琲 会長                               | 横川竟             |
| 4月4日   | "人に伝えたくなる商品" 老舗メーカー V字回復の舞台裏             | アズマ工業 社長                               | 山下智樹           |
| 4月11日  | 売り上げ日本一の総合楽器店 大躍進の舞台裏に迫る!                | 島村楽器 社長                                 | 廣瀬利明           |
| 4月18日  | 地方に眠る魅力を再発掘 "まちづくりベンチャー"の挑戦             | SHONAI 社長                                   | 山中大介           |
| 4月25日  | 建築業者が「逆転の発想」 飲食チェーンの常識を覆す               | ヨシックスホールディングス 会長               | 吉岡昌成           |
| 5月2日   | 食材を劇的に変える! おいしさを生む食の革命                      | 河内源一郎商店 会長                           | 山元正博           |
| 5月9日   | 熱狂ファンを生む"弱者"の生き残り術                              | 飯尾醸造 五代目当主                           | 飯尾彰浩           |
| 5月16日  | マッチングビジネスの最前線 躍進するココナラの全貌とお得な活用術 | ココナラ 社長                                 | 鈴木歩             |
| 5月23日  | 賛否両論でファンを獲得 バーガーキング復活劇の舞台裏             | ビーケージャパンホールディングス 社長         | 野村一裕           |
| 5月30日  | 公園に眠る宝を輝かせる! 飲食業界 異端児の挑戦                   | ゼットン 社長                                 | 鈴木伸典           |
| 6月6日   | 農業と外食が合体! 京都発 野菜ダイニング                         | 五十家コーポレーション 社長                   | 五十棲新也         |
| 6月13日  | 全国が注目!にぎわいをつくる "ごちゃまぜ"戦略の全貌              | 社会福祉法人「佛子園」 理事長                 | 雄谷良成           |
| 6月20日  | "変幻自在" 200年企業の秘密                                      | 鈴与グループ 代表 八代目                      | 鈴木与平           |
| 6月27日  | "お堅い会社"からの脱却 JR東海 大改革の裏側                      | JR東海 社長                                   | 丹羽俊介           |
| 7月4日   | 業界の風雲児が仕掛ける 客が喜ぶ買い取り戦略を徹底解剖!          | ピンチヒッタージャパン 社長                   | 吉岡拓哉           |
| 7月11日  | 世界にイノベーションを 下町のクリエーティブ集団                 | DG TAKANO 社長                                | 高野雅彰           |
| 7月18日  | どんな立地でも客を呼ぶ! 新体験ホテルの秘密                      | 温故知新 社長                                 | 松山知樹           |
| 7月25日  | 常識を打ち破る挑戦の物語                                        | Greenspoon 社長                               | 田邊友則           |
| 8月1日   | プライベートブランドで躍進! 食品スーパー売り上げ日本一          | ライフコーポレーション 社長                   | 岩崎高治           |
| 8月8日   | 常識破りの街づくり! 東京を激変させる森ビル                      | 森ビル 社長                                   | 辻慎吾             |
| 8月15日  | 廃館危機から大逆転 弱小水族館のサバイバル術!                    | 蒲郡市竹島水族館 館長                         | 小林龍二           |
| ８月22日 | 快進撃のカフェチェーン 熱烈ファン殺到! 常識破りの店づくり       | ゴンチャ ジャパン 社長                        | 角田淳             |
| 8月29日  | あきらめない! 泥臭い経営術                                      | U-NEXT HOLDINGS 社長                          | 宇野康秀           |
| 9月5日   | 放送900回記念 第1弾 "百貨店を科学する"三越伊勢丹                | 三越伊勢丹ホールディングス 社長               | 細谷敏幸           |
| 9月12日  | 放送900回記念 第2弾 最強巨大チェーン"売れる"秘策!               | しまむら 社長                                 | 鈴木誠             |
| 9月19日  | わずか2年で店舗数250越え 鰻の成瀬 急成長の舞台裏                | フランチャイズビジネスインキュベーション 社長 | 山本昌弘           |
| 9月26日  | 多拠点生活で日本を変える 住まいのベンチャーの理想郷             | アドレス 社長                                 | 佐別當隆志         |
| 10月3日  | 逆転の発想で客を呼ぶ! "新時代リゾート"のつくり方                | ズクトチエ 共同代表                           | 和田寛             |
| 10月10日 | 逆転の発想で大ヒット! 町工場のフライパン革命                    | 石川鋳造 社長                                 | 石川 鋼逸          |
| 10月17日 | 社員がやる気になる 大改革の舞台裏                               | イトーキ 社長                                 | 湊宏司             |
| 10月24日 | 売上高2兆円突破! ドン・キホーテの新戦略 第1弾                   | PPIH 社長CEO                                  | 吉田直樹           |
| 10月31日 | 常識破りの戦略で大躍進! 第2弾 ドン・キホーテの野望              | 同上                                          | 同上               |
| 11月7日  | 老舗豆腐メーカー 世界への挑戦                                   | アサヒコ 社長                                 | 池田未央           |
| 11月14日 | 空前の美食リゾートVISON 地方の大逆転物語                        | アクアイグニス 代表                           | 立花哲也           |
| 11月21日 | 下町・割烹料理店の愛情弁当 大手に負けない! 弱者の戦略           | 升本フーズ 会長兼社長                         | 塚本光伸           |
| 11月28日 | 異色の無店舗チェーン "究極"のリユースビジネスの全貌!            | RC(買いクル) 社長                             | 大堀直樹           |
| 12月5日  | "日本一"の雑誌から広がる 驚きのハルメク経済圏                   | ハルメクHD 社長                               | 宮澤孝夫           |
| 12月12日 | コロナから復活! 旅行会社じゃない!? JTBの大進化                  | JTB 社長                                      | 山北栄二郎         |
| 12月19日 | マクドナルド出身社長の 常識を超えた型破り経営術                 | C-United 社長                                 | 友成勇樹           |
| 12月26日 | "ぴちぴち戦略"で大躍進 魚太郎 鮮度革命の舞台裏!                 | 魚太郎 社長                                   | 梶山美也           |

### 2025年 -
| 2025年（令和7年） | 2025年（令和7年）                                                 | 2025年（令和7年）                   | 2025年（令和7年） | 2025年（令和7年）        | 2025年（令和7年） |
| 放送日            | サブタイトル                                                      | 役職・職業                          | ゲスト            | 編集後記（要旨）         |                   |
| ----------------- | ----------------------------------------------------------------- | ----------------------------------- | ----------------- | ------------------------ | ----------------- |
| 1月9日            | 400年企業! 愛される商品づくり                                     | 綿半ホールディングス 社長           | 野原勇            | 合才                     |                   |
| 1月16日           | 「400年企業」第2弾 伊勢から世界へ 大躍進の舞台裏                  | 二軒茶屋餅角屋本店 社長             | 鈴木成宗          | 世界最高のクラフトビール |                   |
| 1月23日           | "遊び場づくり"で人を呼び込む 驚きの集客術に迫る!                  | ボーネルンド 会長                   | 中西弘子          | こどもと森               |                   |
| 1月30日           | 「やってみれば」精神で復活 ドムドムハンバーガーの戦略とは...      | ドムドムフードサービス 社長         | 藤﨑忍            | わらしべ長者             |                   |
| 2月6日            | 絶品チョコで急成長! 100年企業を目指す新興ブランド                 | メゾンカカオ 社長                   | 石原紳伍          | まさに世界は             |                   |
| ２月13日          | 靴下で生活を豊かに変える 老舗メーカーのあくなき挑戦               | 岡本 社長                           | 岡本隆太郎        | まるでこたつ             |                   |
| 2月20日           | 回転寿司では味わえない! プチぜいたくな町寿司の逆襲                | 玉寿司 社長                         | 中野里陽平        | すしは回さない           |                   |
| 2月27日           | デジタルで外食に革命を! 驚き サラダチェーンの全貌                 | クリスプ CEO                        | 宮野浩史          | マトリックス             |                   |
| 3月6日            | 逆境から何度も立ち上がる 苦労人社長の大逆転劇                     | 浅野撚糸 社長                       | 浅野雅己          | DNA                      |                   |
| 3月13日           | ラーメン・うどんをアップデート 外食「再生請負人」の仕事術         | ガーデン 社長                       | 川島賢            | ステップとしての庭       |                   |
| 3月20日           | 物価高のご時世の救世主 「222」の激安戦略                          | ガットリベロ 社長（創業者）         | 荒木伸也          | 自由な猫                 |                   |
| 3月27日           | 100年企業のサバイバル経営                                         | 高砂熱学工業 社長                   | 小島和人          | 空調に命を               |                   |
| 4月3日            | 激変の時代を生き抜く 新たな道の開拓者たち                         | yutori 社長 HA-LU 社長              | 片石貴展 岡春翔   | ワカモノ帝国             |                   |
| 4月10日           | 知られざる1兆円企業 「大日本印刷」の全貌                          | 大日本印刷 社長                     | 北島義斉          | 広辞苑                   |                   |
| 4月17日           | "ご当地麺"で大手に挑む! 中堅メーカーの生き残り術                  | ヤマダイ 社長                       | 大久保慶一        | 強い麺                   |                   |
| 4月24日           | 新たな旅の楽しみ方 第1弾 幸せを徹底追求! 異色バス会社             | 平成エンタープライズ 社長           | 田倉貴弥          | ラウンジでチェックイン   |                   |
| 5月1日            | 新たな旅の楽しみ方 第2弾 GWにおススメ! 「おてつたび」が仕掛ける旅 | おてつたび 社長                     | 永岡里菜          | どこ、そこ?              |                   |
| 5月8日            | 常識破りの醬油造り 熊本の老舗企業が世界へ躍進                     | フンドーダイ 社長                   | 山村脩            | 開発の底                 |                   |
| 5月15日           | 世界中の海を元気に 新たな海藻の食文化を!                          | シーベジタブル 共同代表             | 友廣裕一 蜂谷潤   | 海藻は美しい             |                   |
| 5月22日           | おいしさと手軽さを両立! 外食を進化させる新ビジネス                | シコメルフードテック 社長           | 川本傑            | チュクミの味が           |                   |
| 5月29日           | プロのおいしさを「再現」 調理ロボットのキッチン革命               | テックマジック 社長                 | 白木裕士          | お祖母さんのアプリ       |                   |
| 6月5日            | 企業を元気にする! 驚きの手法の舞台裏                              | エイトブランディングデザイン 代表   | 西澤明洋          | ブランディングとは       |                   |
| 6月12日           | どん底から驚きの復活! メガネ戦国時代を生き抜く独自戦略            | ビジョンメガネ 社長                 | 安東晃一          | 好きだから               |                   |
| 6月19日           | 7年で200億円企業に! 躍進する道産子企業の舞台裏                    | トーシン 社長                       | 宮本達也          | 人生の得                 |                   |
| 6月26日           | 倒産危機から驚異の急成長 "銀座の大家"独自戦略                     | ヒューリック 会長                   | 西浦三郎          | 銀座の人                 |                   |
| 7月3日            | 放送20年目 特別企画 安藤忠雄が明かす次の時代の勝ち方              | 安藤忠雄建築研究所 建築家           | 安藤忠雄          | 長屋で、                 |                   |
| 7月10日           | ネット時代の家具店 LOWYAの全貌                                    | ベガコーポレーション 社長           | 浮城智和          | 明るい恒星               |                   |
| 7月17日           | 会社をデザインして大躍進 黒子企業の挑戦                           | オンワードコーポレートデザイン 社長 | 村上哲            | 誇りを、                 |                   |
| 7月24日           | 日本酪農発祥の地 千葉発 大手に負けない強さの秘密                  | 古谷乳業 社長                       | 古谷裕彦          | 文字の大きさ             |                   |
| 7月31日           | 名古屋から世界へ 異色チェーンの快進撃に迫る!                      | エスワイフード 代表                 | 山本久美          | ポイントガード           |                   |
| 8月7日            | ライバルの逆を行く! 新時代の"八百屋さん"                          | 八百鮮 社長                         | 市原敬久          | かっこいい人             |                   |
| 8月14日           | 中古品の常識を覆した "コメ兵革命"の舞台裏                         | コメ兵ホールディングス 社長         | 石原卓児          | KOMEHYOというロゴ        |                   |

## スタッフ
- 構成：鍋田郁郎/折戸泰二郎、福住敬
- 美術監督：種田陽平（以前はコンセプトデザイン）
- スタジオ演出：大沢理恵、阿部欣司、江藤瞳（江藤→以前は、AD）
- FD：岩永岳大
- 番組宣伝：佐藤祐紀（テレビ東京）
- AP：本橋良子/杉田郁子、岡田和世、越山結希、豊田郁子
- AD：羽山綾香、青木あゆみ、岩野直人、曽山奈美、和田晋太郎、吉田たくや（吉田拓也）、久永慎也、竹田貴博、安田伊織、森井夕貴、澤田奈央、森下未季、瀬川哲朗、國貞拓朗、岡本侑大、森口青、足立力也、磯部隼、橋尾侑、田中達哉、岡本博正、生田尚嗣、森岡健太、染谷拓、菅谷瑠美、味村尚武、津田達理、大江伸也、佐藤安奈、池村駿太、藤原優太、吉村奈穂、志田龍太、大塚萌絵、柳井裕美、藤井正幸、林紗千子、植野佑基、臼井健太、山本芽依、岡橋葵、希代遼介、岡本万里奈、花泉拓馬、上妻紘人、能登谷和旺、佐藤千夏、関田彩乃、齋藤佑香、板橋希、西薗楓、八田高丞、森夏希、水野雪菜、大坪奨、竹内詩門フレデリックパラ、橘沙耶、鼓裕花、澤入大樹、今井伸、新田優香、佐藤大地、齋藤茉莉、岩元晴香、人見裕司、中野友貴、成田竜介、大日向真美、鈴木柊吾、金子涼雅、高橋沙英、服部翔、秋山直輝、崎野英玲奈、五十嵐玄、青野夏樹、福島聖太郎、尾子りの、小谷栞、井上優希
- AD/ディレクター：小川泰祐
- ディレクター：宮城達也、松下元、伊セ徹、江藤正行、柴田芳浩、高瀬綱平、永田純、島田豊、高垣圭介、植木浩美、柳瀬由紀子、阿部裕、川上智、浅井晃枝、加藤健、大島伸司、荒井和彦、東坂卓哉、浜田吉識、若林源太、竹田晋也、仁茂田哲郎、鈴木健太、野口智之、橋詰圭太、刈賀雅孝、澤田賢一、原義史、片岡賢蔵、土屋淳、大小田直貴、福田玲音、野口亮太郎、市丸達(信)也、鈴木慶昭、小泉雅英、大島千佳、高木快郎、松浦俊雪、香山宏三、池浦正隆、高橋竜也、山崎俊一、小山紘、廣海舞、小川恭寛、小林正志、西田修、笠井秀樹、土江真樹子、山田剛司、植田恵子、高橋夏子、上村直人、田中洋右、大丸剛司、金田捷男、柳原秀年、井坂周二、間篠高行、鴇田一樹、中野成美、牛込政雄、千葉優貴、野崎諒一、安藤幹、西谷奏、田中哲郎、江藤祐太、永井信二郎、中田聡、天田誠、真船潤、原嶋めぐみ、水落美咲、野村健、青木優歩、工藤鈴花、石坂啓人、清川玲奈、西川裕之、花木現、花岡昌平、福島康介、平林亮、山田真友子、澤入大樹、林紗千子、高橋陽介、三芝聡、横田哲平、高山透、高沢和樹、大嶋健彦、布袋誠一郎、渡邊伸（金田・安藤・廣海・原嶋・工藤・福島・山田→以前は、AD）
- ディレクター/スタジオ演出：俵口和浩、古井大嗣
- プロデューサー/ディレクター：矢島靖、池口秀樹（以前は、AD）
- プロデューサー/ディレクター/スタジオ演出：石川巧
- プロデューサー/スタジオ演出：滝田務
- プロデューサー：青木美奈子、徳光崇臣、片山亮（青木・徳光・片山→以前は、ディレクター）、内藤陽一、高橋貞彦、こもだ義邦、平林京子、福田晴雄、古市礼子、井上裕次、斉藤直宏、山本充、根本宏行、藤田修平（以前は、AP）、宮崎敬士、小泉哲朗、阿部謙一郎、松井秀裕、當眞嗣朗、白土朗、加藤正寿、小松澤恭子、工藤貴之、中村篤史、矢島文貴、河合純、山口秀一、上村直人、黒田章博、浅間(岡)基靖、清藤麻美、浅田浩揮（以前は、AD）、小林史憲、坂本晋司、久保尚之、笹岡亮二、石川剛、小杉康夫、中村智子、中山正広
- チーフプロデューサー：鈴木亨知（テレビ東京、以前は、プロデューサー→一時離脱）
- 技術協力：TXBB、テクノマックス、映広、グリップアソシエイト、ウインクツー
- 企画協力：前田章利、村上龍事務所、JMM
- 制作協力：日経映像、トップシーン、Protx、アングルライン（ANGLLINE）、シャッフル、ALIVE、ローリング、メディアジャパン、ダイジョブス、メディア・メトル、VlSlON、JlN-NET（ジン・ネット）、Comoestd、プロジェクト910、PDネットワーク、Wood's Office、キッズカンパニー、ディレクションズ、Television field、SPARKLE、NEXTEP、東京ビリビリ団
- 協力：日本経済新聞社
- 製作著作：テレビ東京

### 過去のスタッフ
- チーフプロデューサー：平井裕子、鈴木宏昭（共に以前は、プロデューサー）、大久保直和、桧山岳彦、大野智（共にテレビ東京、大野→以前は、ディレクター→プロデューサー）
- 統括プロデューサー：福田一平、飯田謙二、福田裕昭、深谷守（共にテレビ東京）
- プロデューサー：中川尚嗣、和田佳恵、清水昇（共にテレビ東京）
- 演出：和田圭介
- ディレクター：渡邊朝也、北條雅樹
- AD：川本瑛絵、江刺峻諒
- 企画協力：池上司・井口高志（電通）
- 番組宣伝：松本悦子（テレビ東京）
- FD：田中匠

## ネット局・放送日時など
| 放送対象地域   | 放送局                    | 系列           | 放送日時           | 遅れ       | 備考                |
| -------------- | ------------------------- | -------------- | ------------------ | ---------- | ------------------- |
| 関東広域圏     | テレビ東京（TX）          | テレビ東京系列 | 木曜 23:06 - 23:55 | 制作局     | 制作局              |
| 北海道         | テレビ北海道（TVh）       | テレビ東京系列 | 木曜 23:06 - 23:55 | 同時ネット |                     |
| 愛知県         | テレビ愛知（TVA）         | テレビ東京系列 | 木曜 23:06 - 23:55 | 同時ネット |                     |
| 大阪府         | テレビ大阪（TVO）         | テレビ東京系列 | 木曜 23:06 - 23:55 | 同時ネット |                     |
| 岡山県・香川県 | テレビせとうち（TSC）     | テレビ東京系列 | 木曜 23:06 - 23:55 | 同時ネット |                     |
| 福岡県         | TVQ九州放送（TVQ）        | テレビ東京系列 | 木曜 23:06 - 23:55 | 同時ネット |                     |
| 岐阜県         | 岐阜放送（GBS）           | 独立局         | 木曜 23:06 - 23:55 | 同時ネット |                     |
| 滋賀県         | びわ湖放送（BBC）         | 独立局         | 木曜 23:06 - 23:55 | 同時ネット | [ 注 23 ]           |
| 奈良県         | 奈良テレビ（TVN）         | 独立局         | 木曜 23:06 - 23:55 | 同時ネット | [ 注 24 ] [ 注 25 ] |
| 和歌山県       | テレビ和歌山（WTV）       | 独立局         | 木曜 23:06 - 23:55 | 同時ネット |                     |
| 三重県         | 三重テレビ（MTV）         | 独立局         | 月曜 22:15 - 23:10 | 遅れネット |                     |
| 熊本県         | くまもと県民テレビ（KKT） | 日本テレビ系列 | 日曜 16:30 - 17:25 | 遅れネット |                     |
| 石川県         | 北陸朝日放送（HAB）       | テレビ朝日系列 | 土曜 15:00 - 15:55 | 遅れネット | [ 注 26 ]           |
| 日本全国       | 日経CNBC                  | CS放送         | 土曜 11:00 - 12:00 | 遅れネット |                     |

- テレビ東京系列では、木曜22時台放送時において時期によっては21:54 - 22:00に事前枠『「カンブリア宮殿」みどころ』も別途放送していた。
- 2021年4月の枠移行後、本編終了後に放送される「アイデアの扉」はテレビ東京系列のみの放送。
- 三重テレビを除く名阪地区の独立局4局は、同時ネットではあるが番販ネットであり、自主編成（県議会ダイジェスト、高校野球ハイライトなど）のために臨時非ネットまたは遅れネットとすることがある。
- その他、県内関連の企業を取り上げる回は単発遅れネットすることがある。
- 2023年5月25日・2024年2月22日は当初放送予定だったが、『世界卓球』の中継が延長したため。急遽休止となった[101][102]。

### 過去のネット局
- 山陰中央テレビ（TSK）→日本海テレビ（NKT）[注 27]
- テレビ長崎（KTN）→長崎国際テレビ（NIB）
- 福井テレビ（FTB）[注 28]
- BSジャパン[注 29]（BS放送・2012年3月で打ち切り）[注 30]
- IBC岩手放送（IBC・2014年3月25日で打ち切り）
- 岩手めんこいテレビ（mit）[注 31]
- 秋田放送（ABS・2015年5月2日で打ち切り）[注 32]
- 新潟放送（BSN）[注 33]
- 熊本放送（RKK・2018年9月10日で打ち切り）[注 34]
- 南海放送（RNB・2016年10月1日に開始、2018年12月15日で打ち切り）[注 35]
- 静岡放送（SBS・2020年9月29日に開始、2022年3月で打ち切り）[注 36]
- 北日本放送（KNB・2025年3月22日で打ち切り[103]）[注 37]

### インターネット配信
見逃し配信はテレビ東京の放送日時基準。遅れネット局はインターネット配信が先行する。
| 配信元         | 更新日時                      | 配信期間 | 備考                 |
| -------------- | ----------------------------- | -------- | -------------------- |
| ネットもテレ東 | 同時ネット局の 放送終了後更新 | 14日     | 最新回限定で無料配信 |
| TVer           | 同時ネット局の 放送終了後更新 | 14日     | 最新回限定で無料配信 |
| GYAO!          | 同時ネット局の 放送終了後更新 | 14日     | 最新回限定で無料配信 |
| Paravi         | 過去分                        | 過去分   | 有料見放題配信       |
| テレ東BIZ      | 過去分                        | 過去分   | 有料見放題配信       |

次枠番組の「ワールドビジネスサテライト」番組予告前に、5秒間の告知がある。

## 受賞
- 第33回橋田賞[104]

## 単行本
- 「日経スペシャル カンブリア宮殿 単行本 村上龍×経済人 —ニュースが伝えない、ニッポン経済—」ISBN 978-4532165925 2007年5月26日発売 日本経済新聞出版社
- 「日経スペシャル カンブリア宮殿 単行本 村上龍×経済人 2」ISBN 978-4532166526 2008年2月26日発売 日本経済新聞出版社
- 「日経スペシャル カンブリア宮殿 村上龍×経済人 社長の金言」ISBN 978-4532194802 2009年2月1日発売 日本経済新聞出版社
- 「日経スペシャル カンブリア宮殿 村上龍×経済人 1 ―挑戦だけがチャンスをつくる—」ISBN 978-4532195205 2009年12月2日発売 日本経済新聞社出版社
- 「日経スペシャル カンブリア宮殿 村上龍×経済人 3 ―そして「消費者」だけが残った—」ISBN 978-4532167264 2009年12月19日発売 日本経済新聞社出版社
- 「日経スペシャル カンブリア宮殿 村上龍×経済人 4 ―新時代の経営:景気回復に依存しない—」ISBN 978-4532167271 2009年12月19日発売 日本経済新聞社出版社
- 「カンブリア宮殿「特別版」 村上龍×孫正義」ISBN 978-4532261047 2010年12月10日発売 日本経済新聞出版社
- 「カンブリア宮殿 就職ガイド 村上龍×73人の経済人」ISBN 978-4532167936 2011年5月25日発売 日本経済新聞社出版社
- 「日経スペシャル カンブリア宮殿 村上龍×経済人 社長の金言 2」ISBN 978-4532196875 2013年6月4日発売 日本経済新聞出版社